# 印尼基督教
印尼基督教
印尼基督徒中，各族群在整體人數的佔比 (2010年)

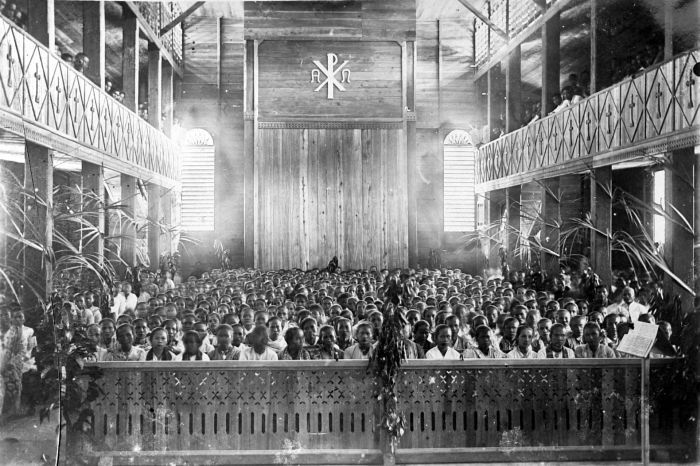
在尼亞斯島古農斯托利舉行的教堂禮拜（約攝於公元1900年）。

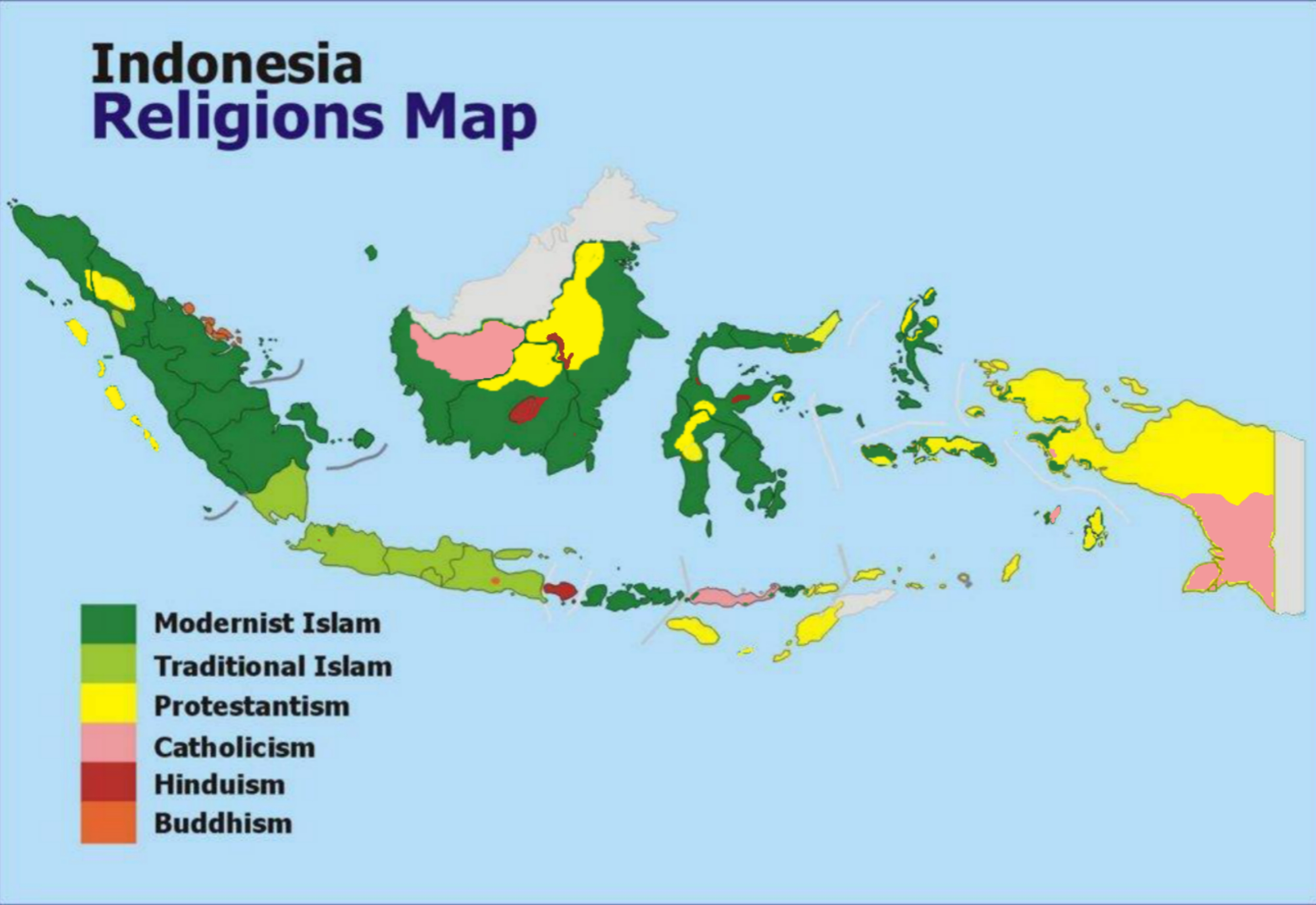
印尼各宗教信徒佔當地多數地區分佈圖（2010年），新教為黃色，天主教為粉紅色。

印尼基督教的數目在全國宗教信仰者的人數中排名第二，僅次於伊斯蘭教。印尼所擁有的基督教人口數目在東南亞僅次於菲律賓，印尼所擁有的新教人口為東南亞最多，而在亞洲基督教人口方面，印尼排名第四，僅次於菲律賓、中國和印度。印尼在2018年擁有2,860萬基督徒，佔該國人口的10.72%，其中新教徒佔7.60%（2,025萬），天主教徒佔3.12%（833萬）。有些印尼省份，信奉基督教（新教或天主教）的人口佔多數。在穆斯林世界中，印尼是基督徒在人口中佔比最高的國家/地區之一。
近年來，印尼的基督教人口增長速率加快，尤其是發生在屬於少數族群的印尼華人之中。

## 分佈

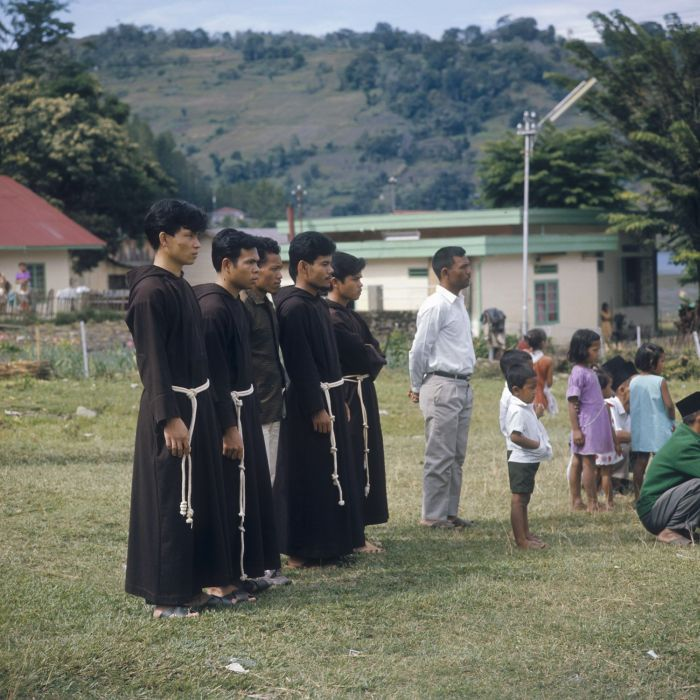
天主教會教士。

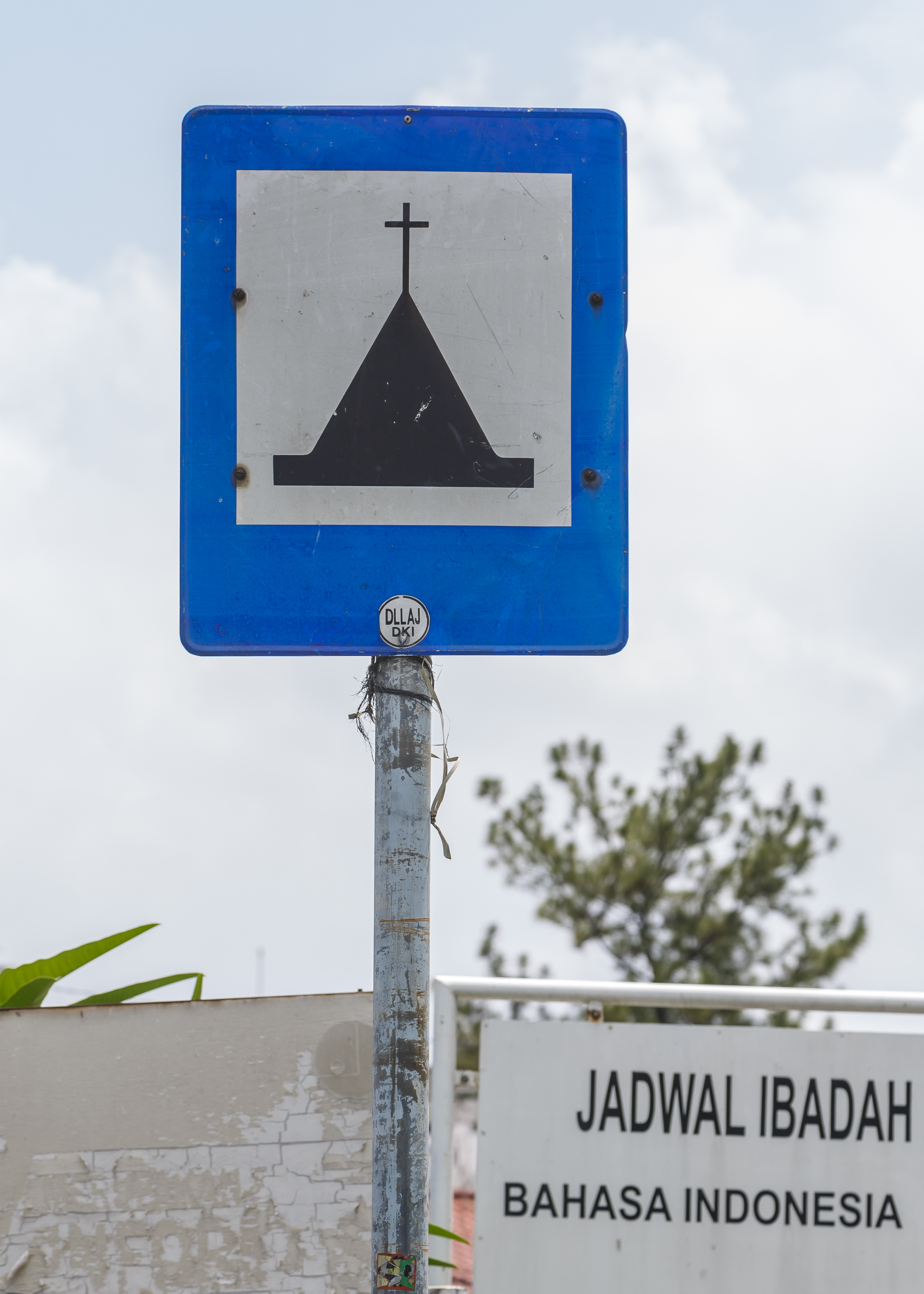
標示為教堂的印尼道路交通標誌。

基督徒在整個印尼群島中分佈不均。自認為基督徒佔多數人的印尼省份有巴布亞省、西巴布亞省、東努沙登加拉省和北蘇拉威西省。

2018年印尼各省基督教
| 由西向 東順序 | 省份             | 人口數目 2018年    | 新教 %             | 天主教 %           | 合計 %              |
| 1             | 亞齊特區 %       | 5,253,512人 100%   | 64,300人 1.22%     | 5,101人 0.10%      | 69,401人 1.32%      |
| 2             | 北蘇門答臘省 %   | 14,908,036人 100%  | 4,066,305人 27.28% | 647,325人 4.34%    | 4,713,630人 31.62%  |
| 3             | 西蘇門答臘省 %   | 5,542,994人 100%   | 80,812人 1.46%     | 46,246人 0.84%     | 127,058人 2.30%     |
| 4             | 廖內省 %         | 6,149,692人 100%   | 581,673人 9.46%    | 63,430人 1.03%     | 645,103人 10.49%    |
| 5             | 占碑省 %         | 3,491,764人 100%   | 113,544人 3.25%    | 19,855人 0.57%     | 133,399人 3.82%     |
| 6             | 南蘇門答臘省 %   | 8,030,200人 100%   | 79,965人 0.97%     | 49,643人 0.60%     | 129,068人 1.57%     |
| 7             | 摩鹿加省 %       | 1,953,891人 100%   | 33,087人 1.65%     | 8,092人 0.41%      | 41,179人 2.06%      |
| 8             | 楠榜省 %         | 8,675,884人 100%   | 129,162人 1.43%    | 82,941人 0.92%     | 212,103人 2.35%     |
| 9             | 邦加-勿里洞省 %  | 1,394,483人 100%   | 29,114人 2.09%     | 18,782人 1.35%     | 47,896人 3.44%      |
| 10            | 廖內群島省 %     | 1,961,388人 100%   | 234,745人 11.97%   | 47,678人 2.42%     | 282,423人 14.40%    |
| 11            | 雅加達 %         | 11,011,862人 100%  | 945,089人 8.58%    | 432,086人 3.92%    | 1,377,175人 12.50%  |
| 12            | 西爪哇省 %       | 45,632,714人 100%  | 833,418人 1.83%    | 293,613人 0.64%    | 1,127,031人 2.47%   |
| 13            | 中爪哇省 %       | 36,614,603人 100%  | 601,959人 1.64%    | 357,113人 0.98%    | 959,072人 2.62%     |
| 14            | 日惹特區 %       | 3,645,487人 100%   | 89,020人 2.44%     | 166,964人 4.58%    | 255,984人 7.02%     |
| 15            | 東爪哇省 %       | 40,706,075人 100%  | 686,516人 1.69%    | 278,384人 0.68%    | 964,900人 2.37%     |
| 16            | 萬丹省 %         | 10,868,810人 100%  | 286,723人 2.64%    | 134,829人 1.24%    | 421,552人 3.88%     |
| 17            | 巴厘省 %         | 4,236,983人 100%   | 65,962人 1.56%     | 33,352人 0.79%     | 99,314人 2.35%      |
| 18            | 西努沙登加拉省 % | 5,287,577人 100%   | 13,534人 0.26%     | 9,819人 0.19%      | 23,353人 0.45%      |
| 19            | 東努沙登加拉省 % | 5,426,418人 100%   | 1,962,768人 36.17% | 2,906,404人 53.56% | 4,869,172人 89.73%  |
| 20            | 西加里曼丹省 %   | 5,427,075人 100%   | 623,839人 11.66%   | 1,203,137人 22.17% | 1,826,976人 33.83%  |
| 21            | 中加里曼丹省 %   | 2,577,215人 100%   | 429,481人 16.67%   | 81,420人 3.16%     | 510,901人 19.83%    |
| 22            | 南加里曼丹省 %   | 4,042,565人 100%   | 53,689人 1.33%     | 21,421人 0.53%     | 75,110人 1.86%      |
| 23            | 東加里曼丹省 %   | 3,612,106人 100%   | 275,706人 7.63%    | 156,565人 4.34%    | 432,301人 11.97%    |
| 24            | 北加里曼丹省 %   | 645,118人 100%     | 133,424人 20.68%   | 38,957人 6.04%     | 172,381人 26.72%    |
| 25            | 北蘇拉威西省 %   | 2,645,118人 100%   | 1,673,635人 63.27% | 116,895人 4.42%    | 1,790,530人 67.69%  |
| 26            | 中蘇拉威西省 %   | 2,969,475人 100%   | 491,915人 16.57%   | 26,437人 0.89%     | 518,352人 17.46%    |
| 27            | 南蘇拉威西省 %   | 9,117,380人 100%   | 700,287人 7.68%    | 154,199人 1.69%    | 854,486人 9.37%     |
| 28            | 東南蘇拉威西省 % | 2,632,939人 100%   | 44,906人 1.71%     | 16,070人 0.61%     | 60,976人 2.32%      |
| 29            | 哥倫打洛省 %     | 1,181,531人 100%   | 17,489人 1.48%     | 1,049人 0.09%      | 18,538人 1.57%      |
| 30            | 西蘇拉威西省 %   | 1,563,896人 100%   | 231,072人 14.78%   | 17,602人 1.13%     | 248,674人 15.91%    |
| 31            | 摩鹿加省 %       | 1,854,229人 100%   | 729,181人 39.33%   | 126,638人 6.83%    | 855,819人 46.16%    |
| 32            | 北摩鹿加省 %     | 1,314,849人 100%   | 322,498人 24.53%   | 6,470人 0.49%      | 328,968人 25.02%    |
| 33            | 西巴布亞省 %     | 1,148,154人 100%   | 621,351人 54.12%   | 87,607人 7.63%     | 708,958人 61.75%    |
| 34            | 巴布亞省 %       | 4,346,593人 100%   | 3,000,104人 69.02% | 669,185人 15.40%   | 3,669,289人 84.42%  |
|               | 印尼 %           | 266,534,836人 100% | 20,246,267人 7.60% | 8,325,339人 3.12%  | 28,571,606人 10.72% |
| Source:       |                  |                    |                    |                    |                     |

### 蘇門答臘島

#### 亞齊特區
在2018年，位於蘇門答臘最北端的亞齊特區所擁有的基督徒人數僅69,401人，佔全國基督徒人口的0.024%，在印尼的排名倒數第5，亞齊當地的基督徒佔比為全國倒數第2，佔當地人口1.19%。
亞齊特區當地施行伊斯蘭教法，各縣的穆斯林人口佔比達99%以上，僅亞齊·辛基爾縣 (基督徒佔11.2%) 和東南亞齊縣(基督教徒佔18.7%) 屬例外。這兩個地區的基督徒人口由來自亞齊特區以外的族群組成 - 在亞齊·辛基爾縣，大多是來自以東，位於北蘇門答臘省帕克帕克·巴拉特縣（Pakpak Bharat Regency）的帕克帕克族，以及少數來自巴尼亞群島的尼亞斯人；在東南亞齊縣，則是由原居住在以南，北蘇門答臘省卡羅縣的卡羅族。
在東南亞齊縣有100多座教堂，為20,000名基督徒服務，但亞齊·辛基爾縣只允許設立1個教堂和4個小聖堂，為10,000名基督徒服務 。導致縣內產生約20幾座非法教堂，當地政府會定期下令將其關閉，這些非法教堂不時成為穆斯林暴徒縱火的目標。

#### 北蘇門答臘省

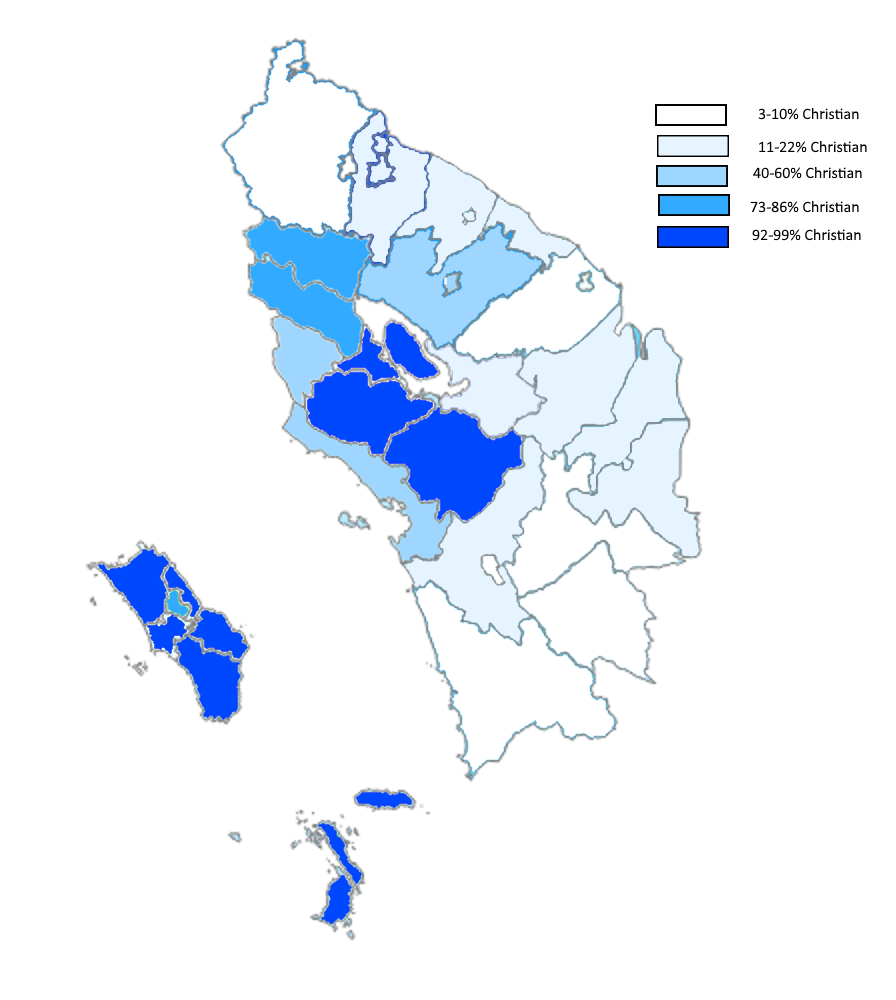
在北蘇門答臘省各縣中，基督徒在當地人口的佔比圖。

在2018年的人口普查，北蘇門答臘省的基督徒人數在印尼各省中第2高，有470萬人，佔印尼全國基督徒人數的16.5%。
北蘇門答臘省的基督徒佔比在各省中排名第7，總計31.6%，新教徒佔比在各省中排名第6，總計27.3%，天主教徒人口佔比為4.3%。
不同的縣份基督徒佔比有明顯差異，尼亞斯群島的尼亞斯族有95%以上是基督徒，而居住在多巴湖周圍的所有地區都有大量多巴巴塔克族、卡羅族和帕克帕克族的基督徒人口，東北海岸的冷吉縣、東海岸的亞沙漢縣和南部滿代靈族居住的縣份是穆斯林佔多數，基督徒僅佔10%左右，其他大部分地區都有相當大的基督教徒佔比（大約20%到40%）。

#### 南蘇門答臘省
在2018年的人口普查，南蘇門答臘省的基督徒人數為129.068人，佔全國基督徒的0.045%，基督徒人數佔比在印尼排名倒數第11。該省的基督徒比例在各省中倒數第3，為1.57%，其中新教徒佔比倒數第2，為0.97%，天主教徒佔比倒數第8，為0.6%。
西蘇門答臘省
在2018年的人口普查中，西蘇門答臘省的人口有480萬，是另一穆斯林佔比達99%以上的省份。
明打威群島
在2018年的人口普查中，明打威群島的人口有75,000人，其中基督徒佔80%。
廖內省
在2018年的人口普查中，廖內省有550萬人口，其中基督徒佔10%，主要是巴塔克人，這些信徒分佈在該省北部，特別是在下罗干县、杜邁縣、杜里縣（Duri）和省府北干巴魯。
其餘省份
在蘇門答臘島的其餘省份，都僅有2-3%的基督徒，只有巴淡島（城市）人口中有20%基督徒。

### 爪哇島

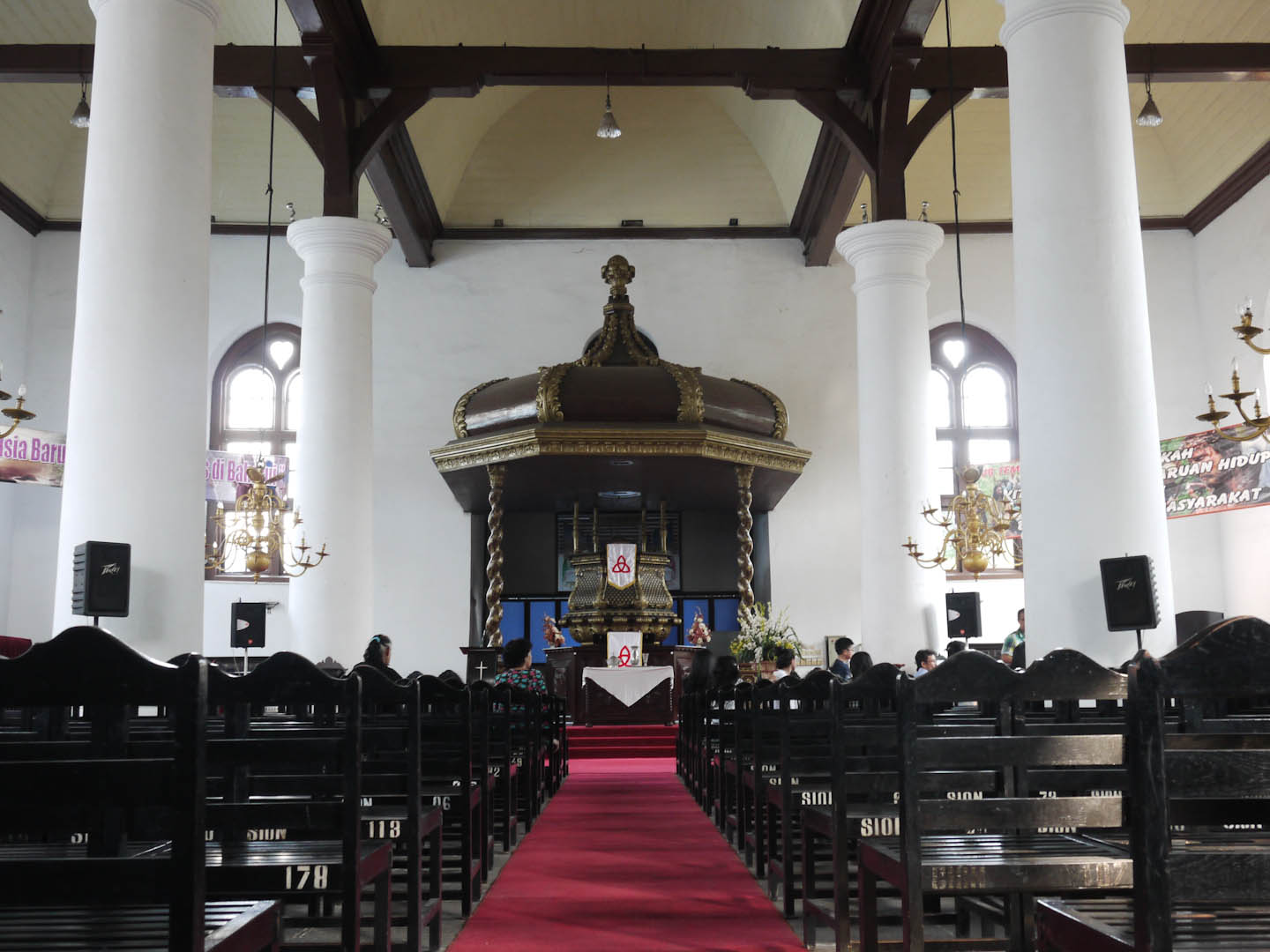
雅加達錫安堂是印尼史上最古老的教堂。

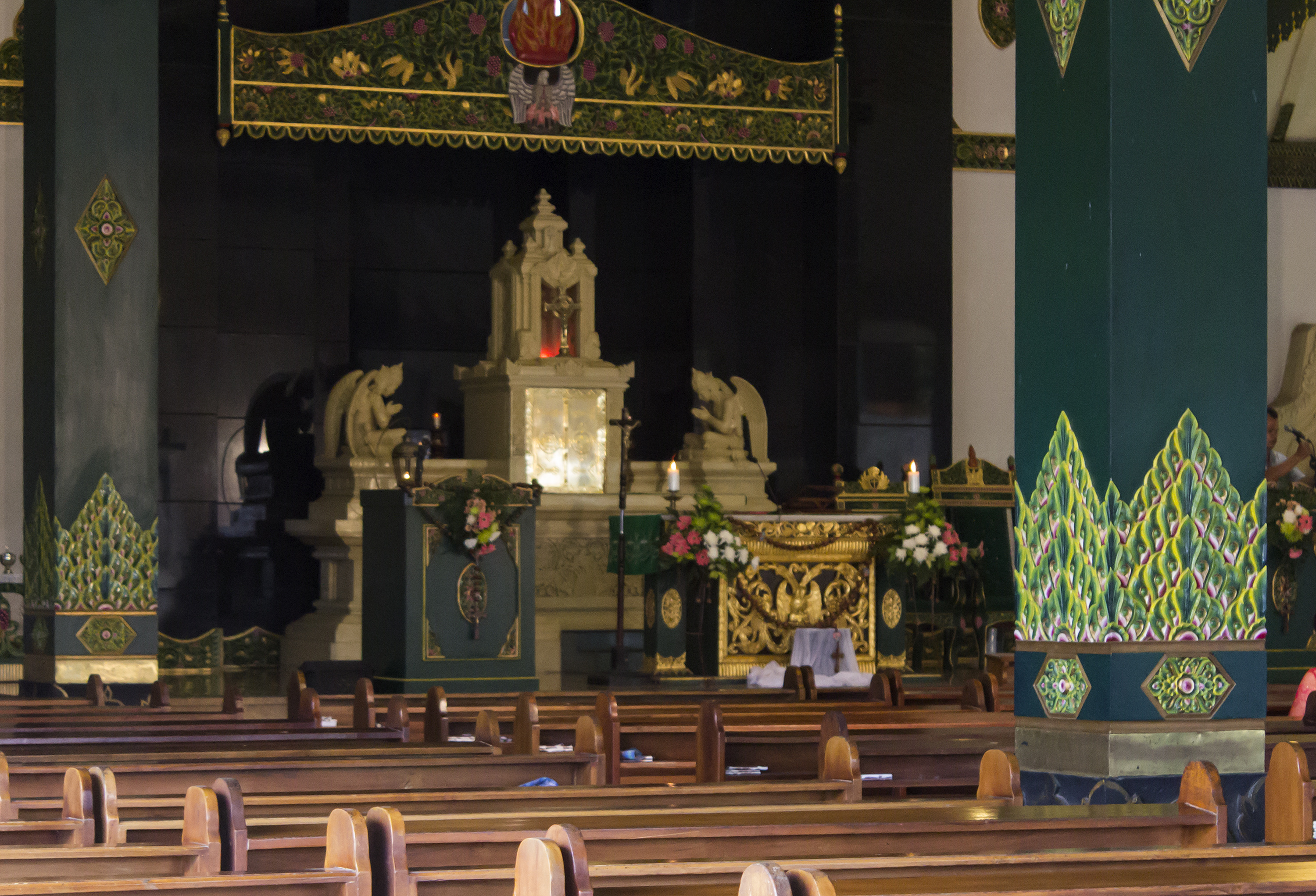
位於日惹特區班圖縣的耶穌聖心教堂是座傳統爪哇風格的建築，也具有印度教廟宇的元素。

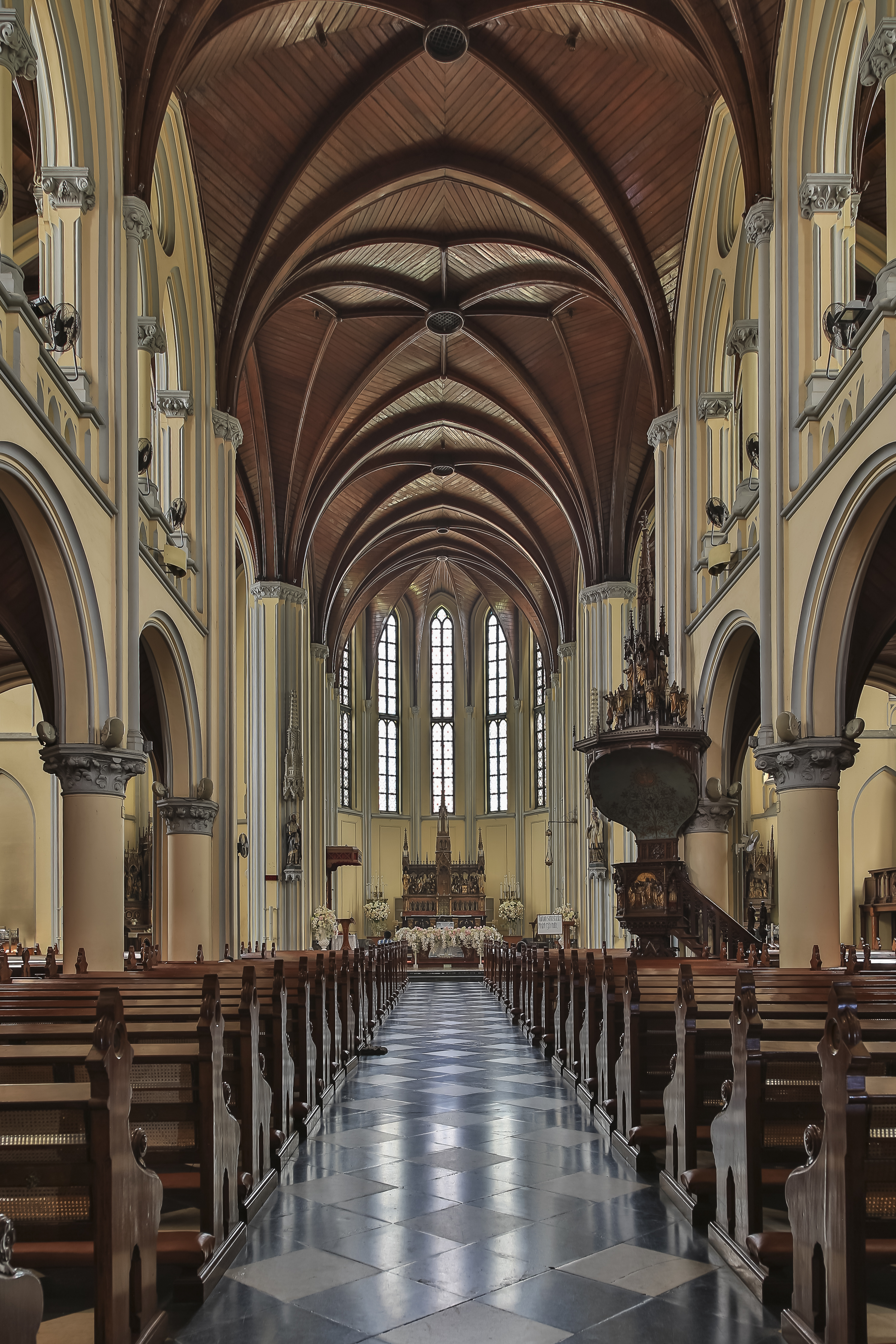
位於中雅加達行政市的雅加達聖母升天主教座堂（Gereja Santa Perawan Maria Diangkat Ke Surga）的宏偉內部。

萬丹省是爪哇島上最西部的省份，其1,000萬人口中有3.6%的基督徒，幾乎全住在丹格朗縣、丹格朗市和南丹格朗市。雅加達約有12.5%的基督徒人口，其中3分之2為新教徒，其餘為天主教徒。基督徒分佈在雅加達各地，千島區（雅加達）的居民幾乎100%是穆斯林，是個例外。雅加達的基督教徒和巴塔克人及印尼華人（他們之中也有佛教徒）有關，而在克拉帕·甲丁區 基督徒的佔比為35%，因為本區住有大量印尼華人。 
西爪哇省有4,000萬人口，其中只有大約100萬基督徒（其中4分之3是新教徒）。這些人口集中在萬隆（基督徒佔7%）和勿加泗（基督徒佔10%）兩城市。
中爪哇省有3,200萬人口，基督徒有960,000人，其中大約3分之2是新教徒。基督徒人口集中在城市中，三寶壟基督徒佔12%，馬吉冷、沙拉迪加和梭羅三地的基督徒佔比均超過20%。
日惹特區有350人口，其中約有7.5%為基督徒，集中在日惹市和鄰近的斯勒曼。日惹的基督徒人口中，天主教徒佔3分之2。
東爪哇省的3,750萬人口中有964,900名基督徒（其中70%是新教徒），集中在城市地區，與爪哇島其他地區一樣；泗水的280萬人口中，基督徒佔10%以上，而在惹班、茉莉芬、諫義里、勿里達和瑪琅等地，基督徒人口的佔比約為8%。
爪哇島各省的基督徒佔比從5%，到首都雅加達的12.5%不等。

### 加里曼丹

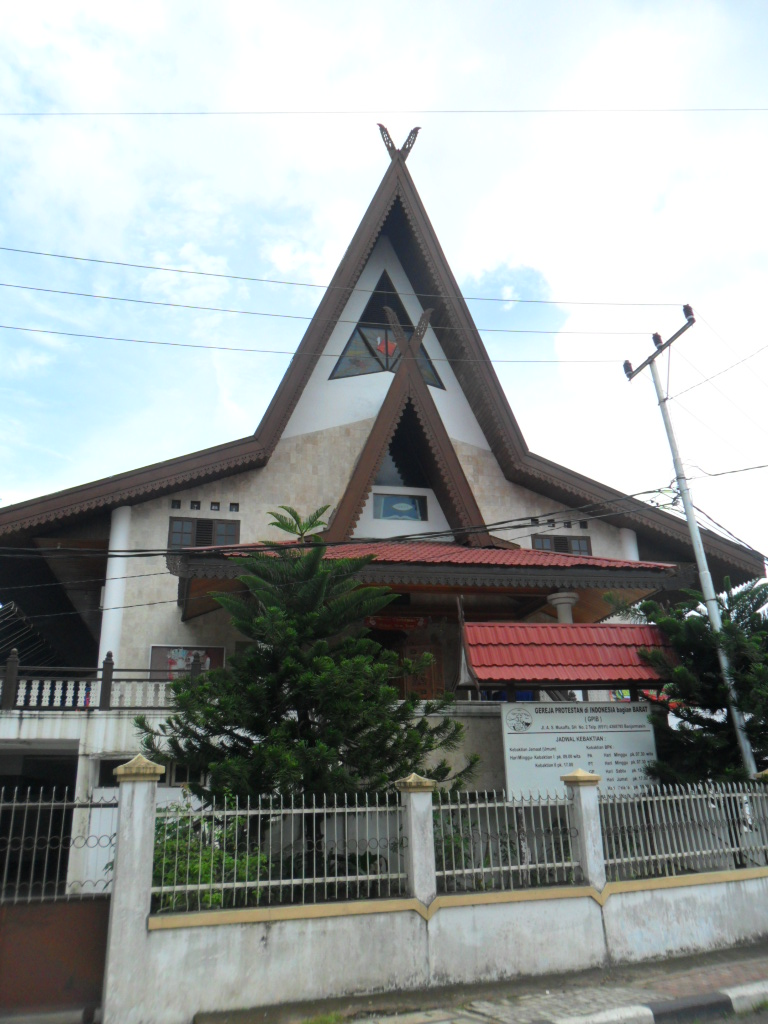
在南加里曼丹省馬辰的一座新教教堂。

在加里曼丹的4個省 - 西、中、東和北加里曼丹省有大量（佔比25-35%）基督徒人口（主要是達雅族），而在南加里曼丹省，以航海為生的班加爾族
則絕大部分是穆斯林。（參見班加爾族#Religion）。
西加里曼丹省的540萬人口中有180萬為基督徒，其中3分之2是天主教徒。穆斯林在西加里曼丹省的沿海地區佔多數，華人的佛教徒也有相當數目（在山口洋市的佔比達30%）。在遠離海岸的地方，基督徒在總體上佔多數，但在某些地區，也有穆斯林佔多數的情況。中加里曼丹省的250萬人口中，有430,000名新教徒和81,400名天主教徒，其餘大部分是穆斯林，但有相當部分（7%）是卡哈林干信仰的信徒。南加里曼丹省的360萬人口中只有75,000名基督徒。在東加里曼丹省的360萬人口中，有430,000人是基督徒。 除馬利瑙縣和西庫台縣的基督徒佔多數外，省內其餘地區都是穆斯林佔多數。

### 巴厘島
巴厘島與爪哇島和蘇門答臘島相比，佔主導地位的不是伊斯蘭教，而是巴厘島印度教，人口佔比達到86%。基督教是當地的次要宗教（人口佔比<1%），而巴東縣的庫塔區（佔比7-11%）、孟威區（佔比3%），以及丹帕沙市(佔比6%），是少數佔比較高的地區。

### 西努沙登加拉省
在2018年的人口普查中，西努沙登加拉省在各省的基督徒佔比最低（0.45%），其中新教徒佔比倒數第1（0.26%）和天主教徒佔比倒數第3（0.19%）。該省的基督徒人數倒數第2（23,353人），佔印尼基督徒人口的0.1%。馬塔蘭和比馬有較高的佔比，只有2%。

### 東努沙登加拉省

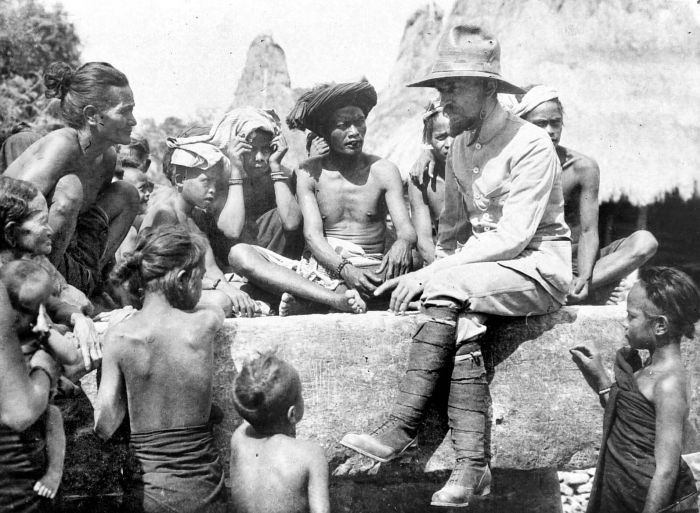
荷蘭籍新教傳教士Wiebe van Dijk坐在一處松巴族的墳墓上為當地人講述福音書（相片約攝於1925年-1929年間）。

在2018的人口普查中，東努沙登加拉省的基督徒人口佔比最高（89.73%），其中天主教徒佔比為印尼最高（53.56%）和新教徒佔比為印尼第5高（36.17%）。東努沙登加拉省的基督徒總數也最高（480萬），佔印尼全國基督徒總數的17%。基督教不同宗派的分佈因地區而異。松巴島的西南松巴縣的天主教徒佔多數，但除此之外，新教徒的人數與天主教徒的比例是5:1，在這個島上基督徒大約佔80%、信仰泛靈論者佔15%，以及穆斯林佔5%。在西帝汶省，基督徒的佔比大約為98%，在東部有兩個縣，其中天主教徒佔比為90%，而在西部的縣份，新教徒佔比為90%。薩武群島上新教徒的佔比為80%，其餘的人信奉傳統信仰。羅地島上新教徒佔比為95%，其餘的人則信仰伊斯蘭教和天主教。潘塔爾島有45,000人口，西部以信仰伊斯蘭教為主，東部和中部地區以信仰新教為主。鄰近的阿洛島有類似的宗教人口分佈。龍布陵島人口中有70%是天主教徒，27% 是穆斯林，新教徒佔2%。東努沙登加拉省的主島弗洛勒斯島上只有1-2%的新教徒。其餘幾乎完全是天主教徒，穆斯林的人數甚少。

### 蘇拉威西島

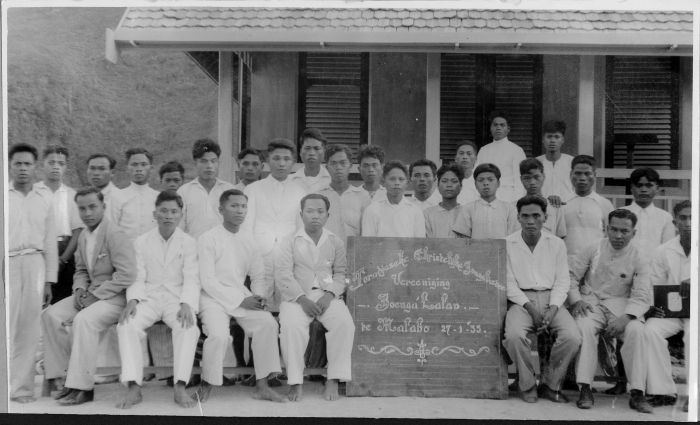
在荷屬東印度時期，位於塔納托拉查縣的基督教傳教士。相片由荷蘭熱帶博物館提供。

在2018的人口普查中，北蘇拉威西省的基督徒人數為154萬，在各省中位居第4，佔印尼基督徒人口的6.3%。該省的基督徒佔比在各省中排名第3（68.01%），其中新教徒的佔比第2高（63.6%），天主教人口佔比為4.4%。北蘇拉威西省的新教徒分佈在北部（包括桑義赫群島、錫塔羅群島縣和塔勞群島）以及東部的米納哈薩縣；在西部的博朗蒙貢多縣，穆斯林佔多數，該縣有大約25%的基督徒，米納哈薩縣大約有15%的穆斯林。該省首府美娜多（又名萬鴉老）有30%的穆斯林。
哥倫打洛省與其東邊的北蘇拉威西省形成鮮明對比。根據2018年人口普查，哥倫打洛省的基督徒人數最少（18,538人），佔印尼基督徒人口的0.07%。該省的基督徒佔比在各省中倒數第4（1.57%），其中天主教徒佔比最低（0.09%），新教徒佔比倒數第7（1.58%）。
中蘇拉威西省人口中有17%是新教徒；但佔比從布奧爾縣的3%到波索縣的56%不等。在波索縣西邊的西吉縣也擁有34%的新教人口。在邦蓋群島縣有4%的基督教人口，其中天主教人口剛超過1%。
西蘇拉威西省海岸地區人口主要是穆斯林，但在較內陸的馬馬薩縣（文化上屬於托拉查人地區），人口中有75%是新教徒。
南蘇拉威西省的縣份大多是穆斯林（其中許多的佔比達到99%以上）；但在塔納托拉查縣和北托拉查縣則有19%的天主教徒，另外各有62%和71%的新教徒。此外魯烏縣和帕洛波，新教徒佔比約有15%。望加錫市約有14%的基督徒，其中天主教徒佔2%。
東南蘇拉威西省只有大約2.3%的基督徒。

### 摩鹿加群島
南摩鹿加省約46%的人口是基督徒。其中絕大多數是新教徒，在東部的卡伊群島、塔寧巴爾群島和阿魯群島上有天主教人口。天主教人口在卡伊群島佔多數。在北摩鹿加省，74.2%的人口信奉伊斯蘭教，25.4%的人口信奉基督教（其中24.9%信奉新教，0.52%信奉天主教）。新教和伊斯蘭教人口在各島嶼人口中分佈不均，德那第和蒂多雷島的穆斯林人口佔95%。

### 巴布亞
在2018的人口普查中，巴布亞省的基督徒佔比在各省中第2高（84.42%），新教徒佔比為各省中最高（69.02%），另有15.4%的居民為天主教徒。即當地基督徒人口有367萬，在全國基督徒佔比為12.8%。在西巴布亞省，54.12%的居民為新教徒，7.63%的居民為天主教徒，合計佔比為61.75%。即當地基督教人口有708,958，在全國基督徒佔比為2.5% 。

### 印尼華人
有越來越多印尼華人皈依基督教。在2000年的人口普查中，有35%的印尼華人自稱為基督徒。但印尼華人的人數可能有被低估的情況。信仰基督教的印尼華人人數持續增加，佔比可能已超過70%。
有些報導還指出許多印尼華人皈依基督教。印尼人口統計學家阿里斯·阿南塔（Aris Ananta）在2008年報導說，“軼事證據顯示，有越來越多信奉佛教的華人隨著教育水準的提高，而成為基督徒”。

## 聖經翻譯

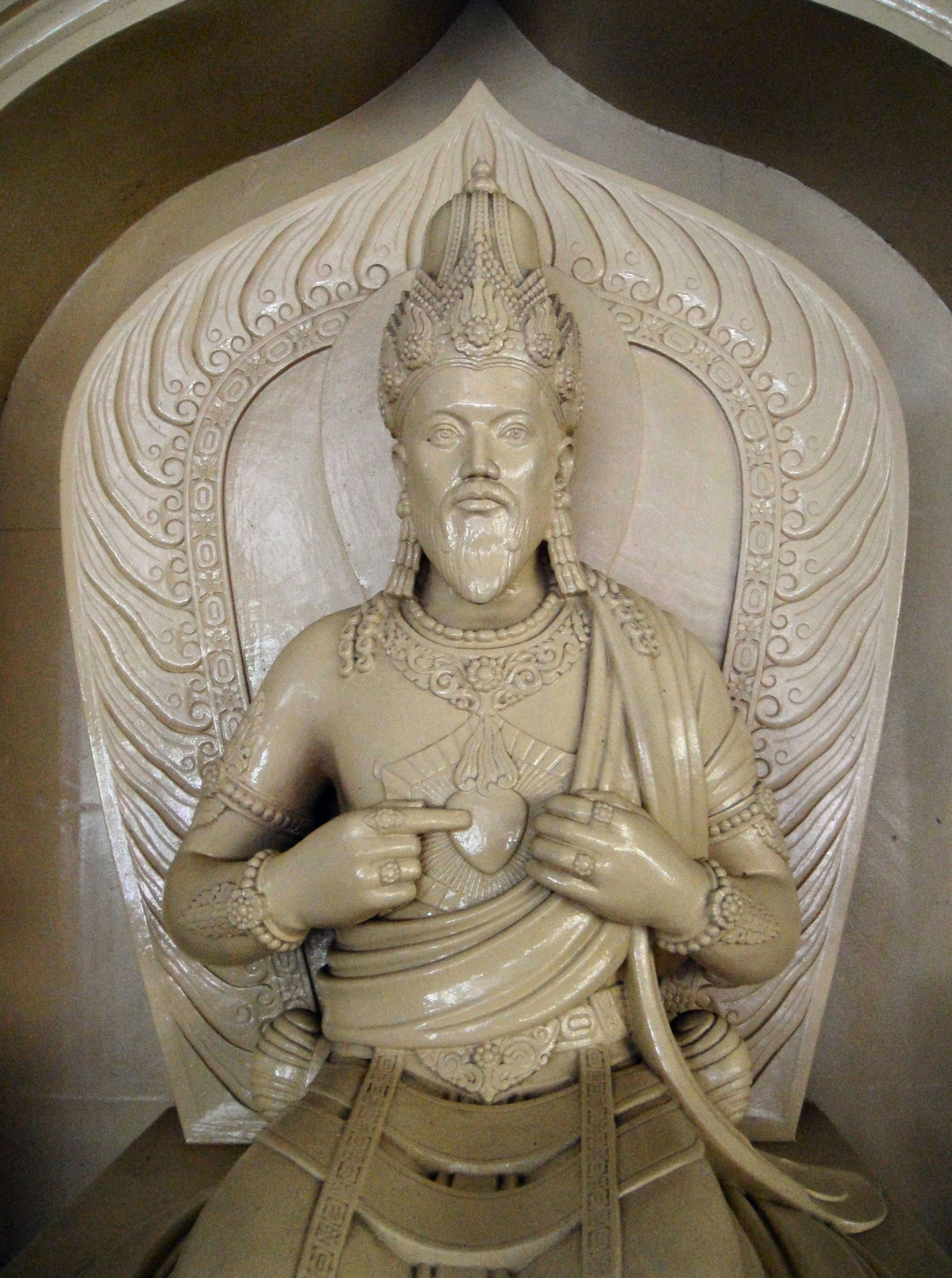
在日惹班圖縣的耶穌聖心教堂中的耶穌雕像，銘文（Sang Maha Prabu Jesus Kristus（至高無上的君王耶穌基督）），把耶穌呈現為一位爪哇族君王。

首次把聖經（“印尼語：”）翻譯為印尼語是由在荷蘭東印度公司（VOC）工作的Albert Corneliszoon Ruyl在1629年所進行，翻譯的部分是馬太福音。從那時起，至少已有22種翻譯，尚不包括使用印尼各地方言所做的翻譯（在印尼的700多種當地方言中，使用來做部分或整本聖經翻譯的方言有100多種，而有些，如爪哇語和巴塔克語的翻譯本，就有多個版本）。 德國人傳教士戈特洛布·布魯克納(生1783年，卒1857年)在1820年把聖經翻譯成爪哇語，這是當時印尼使用最廣泛的語言。

## 神學院和學校
在印尼獨立之前，僅在茂物建有一間神學院。這所神學院建於1934年，最初稱為Hoogere Theologische School（神學高等學校），現稱STT（Sekolah Tinggi Theologia，雅加達神學院）。截至2002年，印尼擁有100多所神學院，其中擁有學生佔70%的29所神學院是PERSETIA（印尼神學院協會）的成員。其他神學院屬於PASTI（福音派協會），或是PERSATPIM（五旬節運動協會）。

## 歷史

### 早期歷史
一份在12世紀的埃及基督教教堂記錄顯示曾在今日北蘇門答臘省西海岸名為巴魯斯的地方建有一座教堂，巴魯斯是個已知印度商人經常蒞臨的貿易站，因此推測與印度聖多馬基督徒有關聯。但當地並無任何記錄，或是此類社區的踪跡，而基督教蒞臨印尼重要證據是發生在16世紀，葡萄牙商人抵達的時候。
葡萄牙人於1509年抵達馬六甲蘇丹國（即現今馬來西亞），尋求取得當地財富的機會。雖然最初葡萄牙人受到歡迎，但1510年葡萄牙征服果阿，以及其他穆斯林與基督徒的衝突事件，讓馬六甲穆斯林堅信葡萄牙基督徒將是懷有敵意的對手。隨後葡萄牙人在1511的征服馬六甲，增強穆斯林團結以對抗葡萄牙人的意識，而後有亞齊蘇丹國和鄂圖曼帝國持續與葡萄牙人對抗。雖然葡萄牙人在葡屬馬六甲建立一些教堂，但他們在鄰近地區傳播基督教福音，結果是負面多於正面。

### 巴達維亞（雅加達）

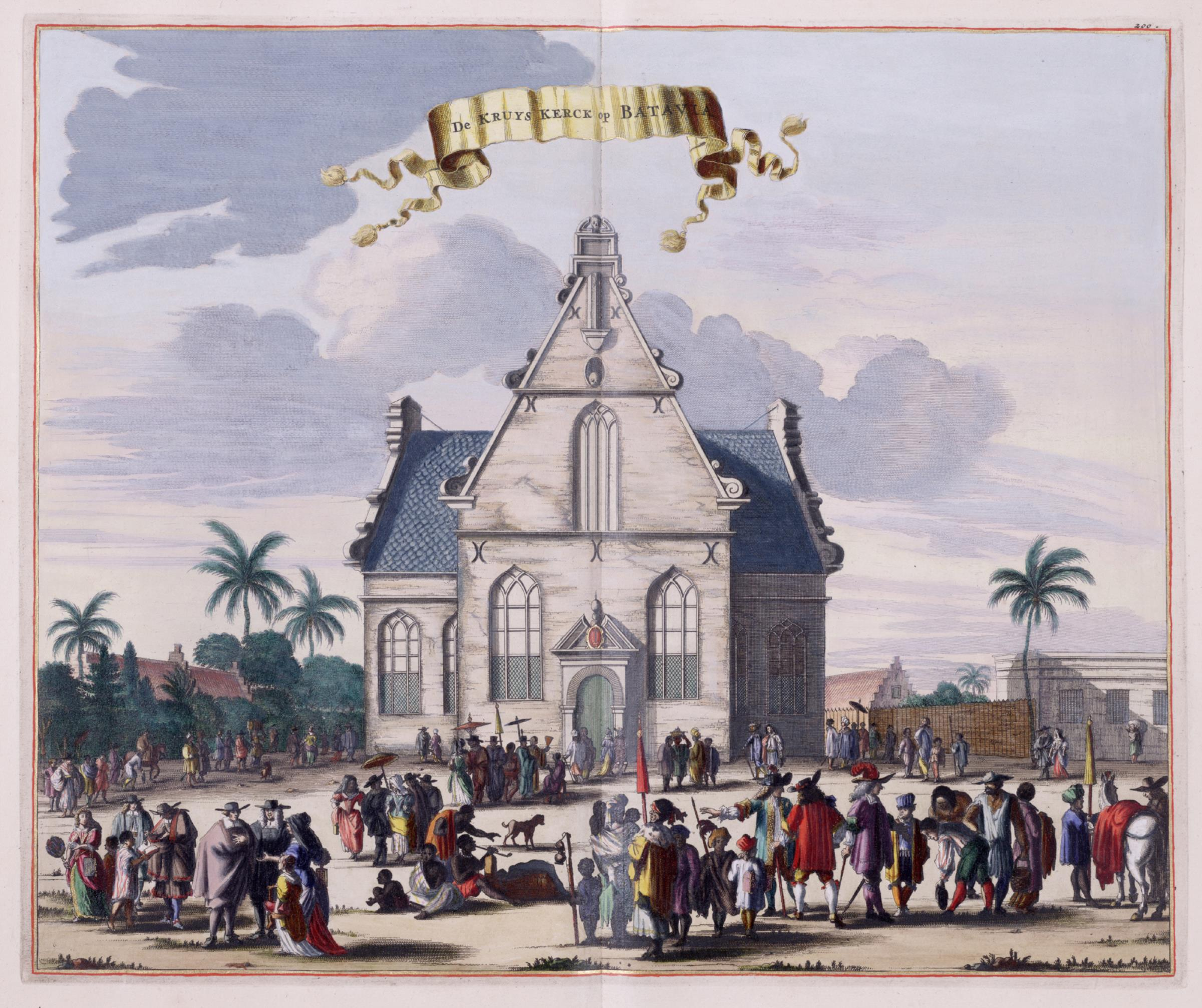
荷蘭人在巴達維亞城（即今日雅加達）所建的十字型教堂 （約公元1682年）。

巴達維亞是荷蘭東印度公司（VOC） 統治這個殖民地的中心，當地有許多歐洲基督徒以及經歷葡萄牙人傳教的亞洲基督徒。在巴達維亞的主要教派是荷蘭歸正教會，但也有信義宗（即路德宗）和天主教徒。荷蘭在印尼的總督建造歸正會教堂供葡萄牙人、荷蘭人和馬來族人使用，其他宗教受到禁止，但實際的情況是華人的寺廟和伊斯蘭教清真寺仍然存在，雖然殖民政府採取各種措施來推廣基督教，但當地仍有高度的宗教多樣性，基督教從未成為多數宗教。VOC在其他定居點也提供神職人員，例如在三寶壟，參加的會眾有一半是歸正宗，另一半是天主教（或是信義宗），最後變成盡力提供包容性的講道。然而在很大程度上，VOC幾乎從未因支持宗教觀念而擾亂他們的商業利益，而且荷蘭歸正教會的神學反對天主教傳教士採用的大規模洗禮方式，基督教在整個爪哇島產生的影響因此非常輕微。

### 蘇門答臘島

#### 傳教給巴塔克人

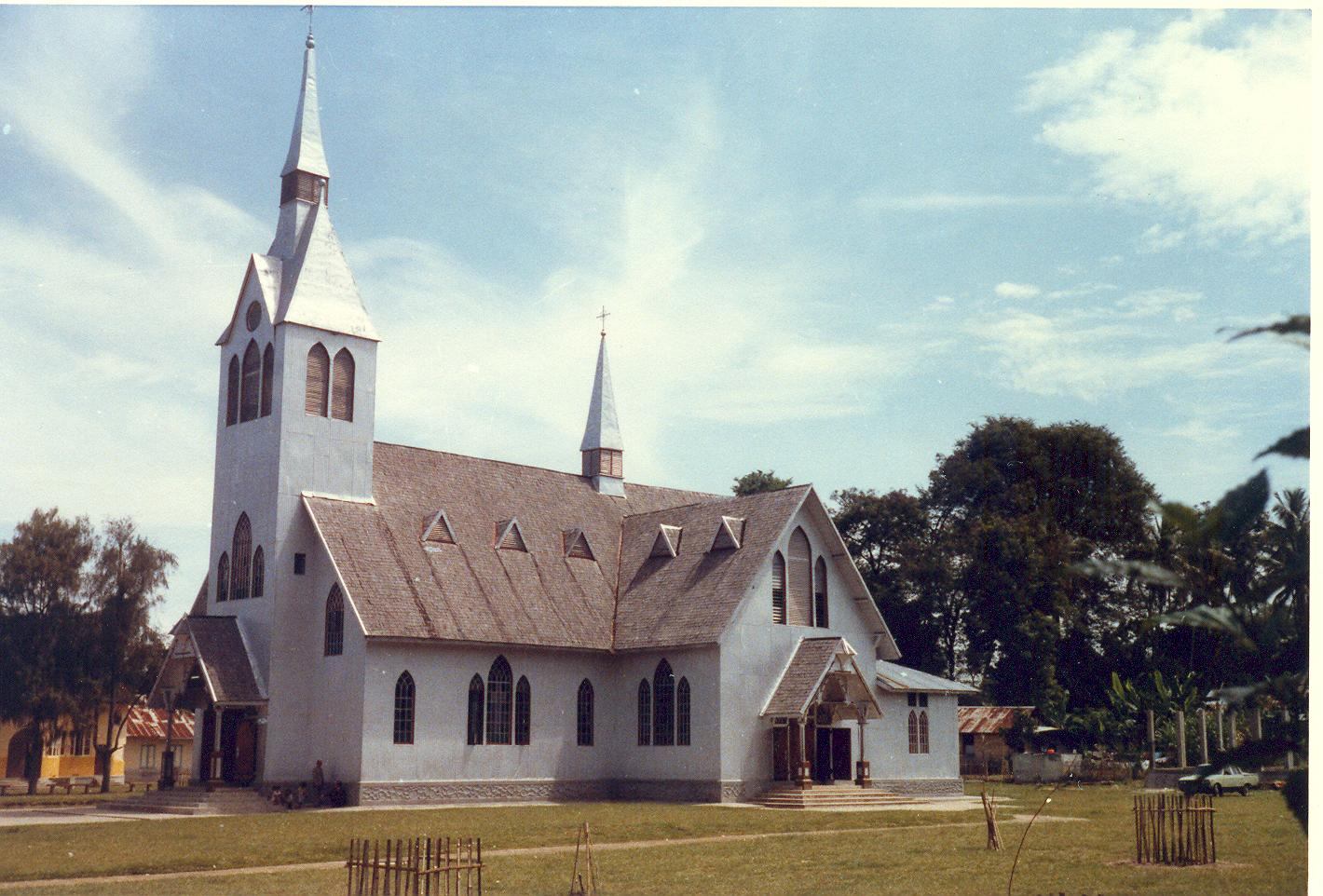
巴塔克基督教新教教會（Huria Kristen Batak Protestan（簡稱HKBP）在巴利蓋所建的教堂 。

在北蘇門答臘省山地有個“巴塔克人區”，它北部有堅信伊斯蘭教的亞齊人，南部有信仰伊斯蘭教的米南加保人，東部則有馬來人（也是穆斯林）。“巴塔克人”被外人視為是信仰異教的食人族，主要是他們拒絕皈依伊斯蘭教，而讓他們與鄰居截然有別。在19世紀之交，巴塔克人區最南端的 滿代靈族（巴塔克人的亞群）在經歷過帕德里戰爭後而皈依伊斯蘭教，並放棄既有的原住民信仰，且經常不承認他們是“巴塔克人”。
然而再往北，當地的巴塔克人更能堅定抵抗入侵的穆斯林，而接受基督教。英國遠東殖民帝國奠基人之一的斯坦福·萊佛士在1824年派出第一批傳教士（當時蘇門答臘由英國臨時統治）。這些傳教士觀察到巴塔克人似乎樂於接受新的宗教思想，並會信仰他們接觸到的第一個宗教，無論是伊斯蘭教或是基督教。
而在1834年，第二批傳教士由美國海外傳道委員會派遣，卻遭到殘酷結局，兩名傳教士被殺，因為當地人抵制外界對其傳統信仰的干涉。
北蘇門答臘省的首個基督教社區成立於希匹拉克，是個巴塔克人亞群的安克拉族的社區。 來自荷蘭埃爾默洛獨立教會的三名傳教士於1857年抵達，在1861年10月7日，前述埃爾默洛傳教士中的一名與當時因馬辰戰爭而被驅逐出加里曼丹的禮賢會傳教士聯合行動。
這項傳教活動取得巨大成功，並得到德國教會大力支持，傳教士採用的是德國傳教士路德維希·英格威爾·諾門森的有效佈道策略。諾門森從1862年到1918年在當地度過其人生大部分時間，成功讓許多司馬輪貢族和多巴巴塔克族（也包含少數安克拉族）皈依。諾門森最初建立“和平村” （Huta Dame）以收容信仰基督教而被家人驅逐者，他也因此而對巴塔克人的習俗瞭如指掌。繼諾門森的成功，另一傳教士彼得約翰森（Peter Johannsen）於1866年抵達，他的巴塔克語翻譯品質優良，受到眾人以及當地受人尊敬的早期皈依者 - 巴塔克地方領袖 (Batak Raja Pontas) 的讚譽。諾門森的佈道方式是把基督教視為對巴塔克人習俗的更新，而非取代，但當地習俗與基督教信仰發生直接衝突時，則作例外處理。巴塔克基督教新教教會（印尼語：（簡稱HKBP）是諾門森努力經營而形成的教會。為滿足當地對教育的渴望，教會在基督教村莊建立神學院和小學。到1918年諾門森去世時，HKBP的成員已達180,000人，擁有34名牧師和788名教師/傳教士。
第一次世界大戰和第二次世界大戰後，去殖民化持續進行，HKBP也繼續成長，不僅在巴塔克人土地，也進入爪哇島和棉蘭，因為許多巴塔克人去那裡參與經濟活動。這個教會在1951年至1960年間，會眾增長50%，達到745,000人。在HKBP中，其他亞群對多巴巴塔克族佔優勢的“帝國主義”日益不安，而導致在1960年代有司馬輪貢基督教新教教會和安克拉基督教新教教會（Gereja Kristen Protestan Angkola）的設立，這兩者都是當地的司馬輪貢族和安克拉族語言和傳統運動的表達。到1992年，帕克帕克族也成立帕克帕克基督教新教教會，而脫離HKBP。
雖然傳統的巴塔克教會僅透過拒絕“負面”的巴塔克傳統而成長，但最近在五旬節運動這一派別，則出現一場反對所有巴塔克傳統的運動，他們認為這些傳統（例如烏羅飾披肩是撒旦崇拜，不符合基督教教義。

#### 卡羅教堂

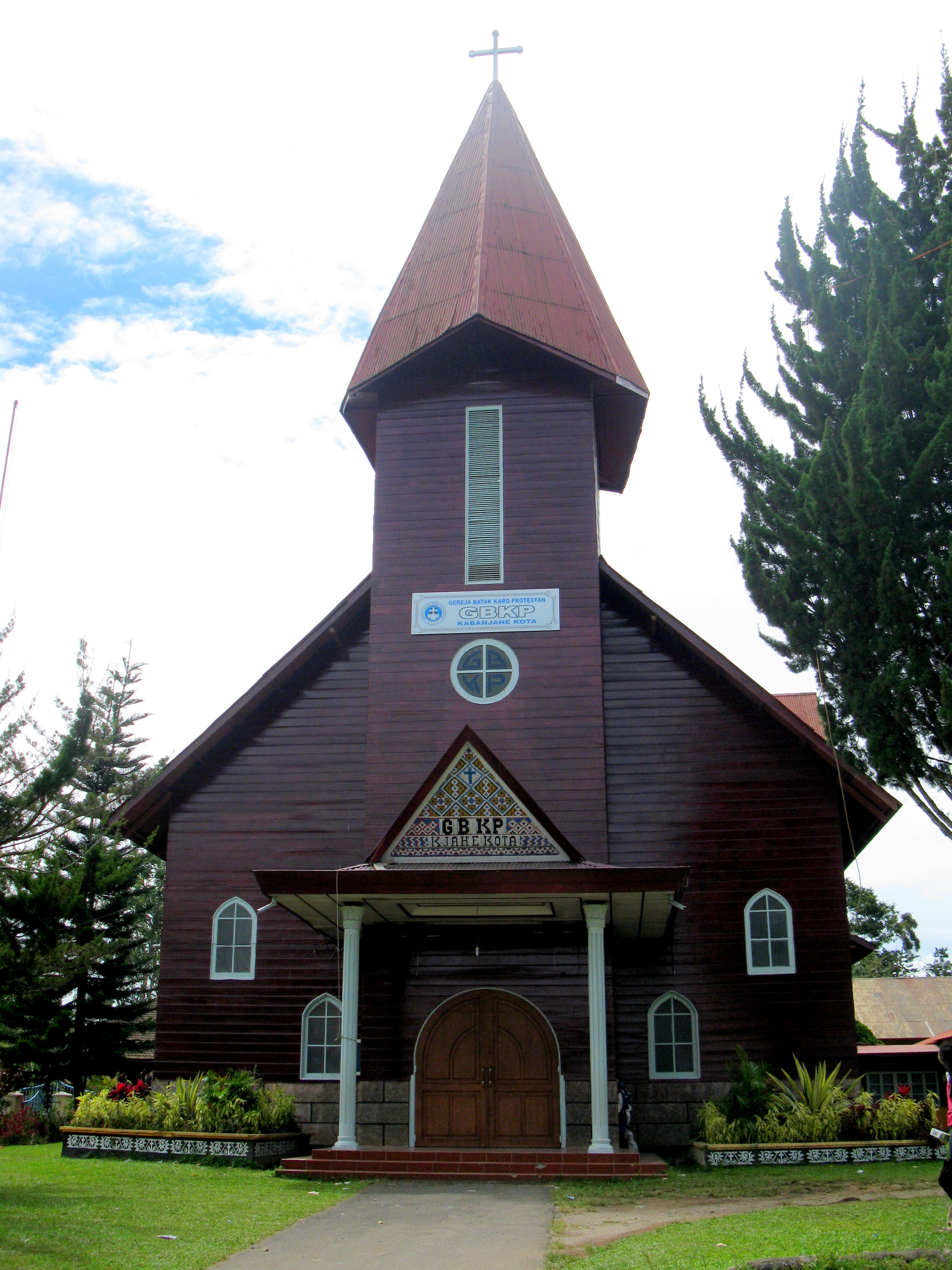
在北蘇門答臘省，卡班賈赫為巴塔克人中的亞群 - 卡羅族所建的教堂。

由於卡羅族在蘇門答臘東部會騷擾歐洲殖民者的利益，荷蘭行政長官雅各布·西奧多爾·克雷默把傳播基督教福音視為鎮壓卡羅人的手段。荷蘭傳教士協會響應此號召，於1890年進入卡羅族地區，這些傳教士不僅傳福音，還從事民族學和記錄當地文化的工作。傳教士試圖在卡羅族居住高地的卡班賈赫建立一處基地，但被存疑的當地人驅離。
之後荷蘭政府發動一場報復性戰爭，將卡羅族征服，作為最終鞏固統治印尼群島行動的一部分。卡羅族認為基督教是“荷蘭宗教”，而追隨者是“黑皮膚的荷蘭人”。在這種背景下，在卡羅族中傳教最初並不成功，到1950年只有5,000名成員。在印尼脫離荷蘭獨立後的幾年裡，卡羅族把基督教視為殖民主義象徵的看法逐漸消散，教會採用更多卡羅族傳統文化元素，例如音樂（以前則是提倡歐式銅管樂隊），到1965年，卡洛教會已經發展到約有35,000名成員，而在1966年至1970年間有60,000人受洗。與此同時，伊斯蘭教對當地人也越來越有吸引力。在1950年，卡羅族居住地有5,000名穆斯林（主要是非卡羅族），到1970年已有30,000名信徒。巴塔克卡羅基督教新教教會 (GBKP) 是最大的卡羅族教會，但當地也有天主教徒（截至1986年有33,000名成員）和幾個五旬節運動的教派。

### 加里曼丹

#### 禮賢會
德國禮賢會曾派遣人員於1829年訪問馬辰和西加里曼丹省。此後，有兩名傳教士於1834年派往該地，在1834年至1859年間，共有20名傳教士前往，但人員死亡率很高，同一時間活躍在此地區的傳教士從未超過7人。這個教派在1836年後從荷蘭殖民政府取得在當地傳教的許可。
雖然傳教團的總部設在馬辰，提供居住在當地歐洲居民的牧靈需求，但很明顯的，要改變在加里曼丹城市中佔多數的穆斯林宗教信仰是件不可能的任務，因此傳教士盡力把福音傳播到內陸地區仍依循傳統信仰的達雅族身上。一位具有語言天份的傳教士約翰·貝克爾（Johann Becker）在此時把福音書翻譯成雅朱語。
傳教士還在1836年至1859年期間購買1,100名達雅族奴隸，將他們釋放為自由人。雖有此種努力，但只有幾百人受洗。1859年，馬辰戰爭爆發，有幾名傳教士遇害，這個傳教團遭到驅離，直到1866年荷蘭人把馬辰蘇丹國征服，情況才改變。
傳教團在1866年返回當地，並建造許多宣教站和學校，但到1911年只有3,000人成為基督徒，而在北蘇門答臘省的禮賢會傳教團則有100,000名巴塔克人基督徒。有人認為這種進展緩慢的原因是由於達雅族自由散漫的特質 - 他們沒有國王或是具主導力量的地區大國，不容易發生大規模皈依，同時新皈依者會受傳統社區驅離的緣故。
第一次世界大戰後，禮賢會的傳教工作被來自瑞士的崇真會所取代。崇真會於1935年把當地傳教工作移交給第一個獨立的教會“福音派達雅教會（Gereja Dayak Evangelis）”，這個教會覆蓋的區域廣大，從馬辰以西1,300公里到內陸600公里都包括在內。1950年，隨著印尼其他地區因印尼國內移民計畫而遷移到加里曼丹的移民加入為會眾，這個教會成為更具種族包容性的“福音派加里曼丹教會（Gereja Kalimantan Evangelis）”（GKE）。這個教會約有250,000名成員，總部設在中加里曼丹省。

#### 天主教會

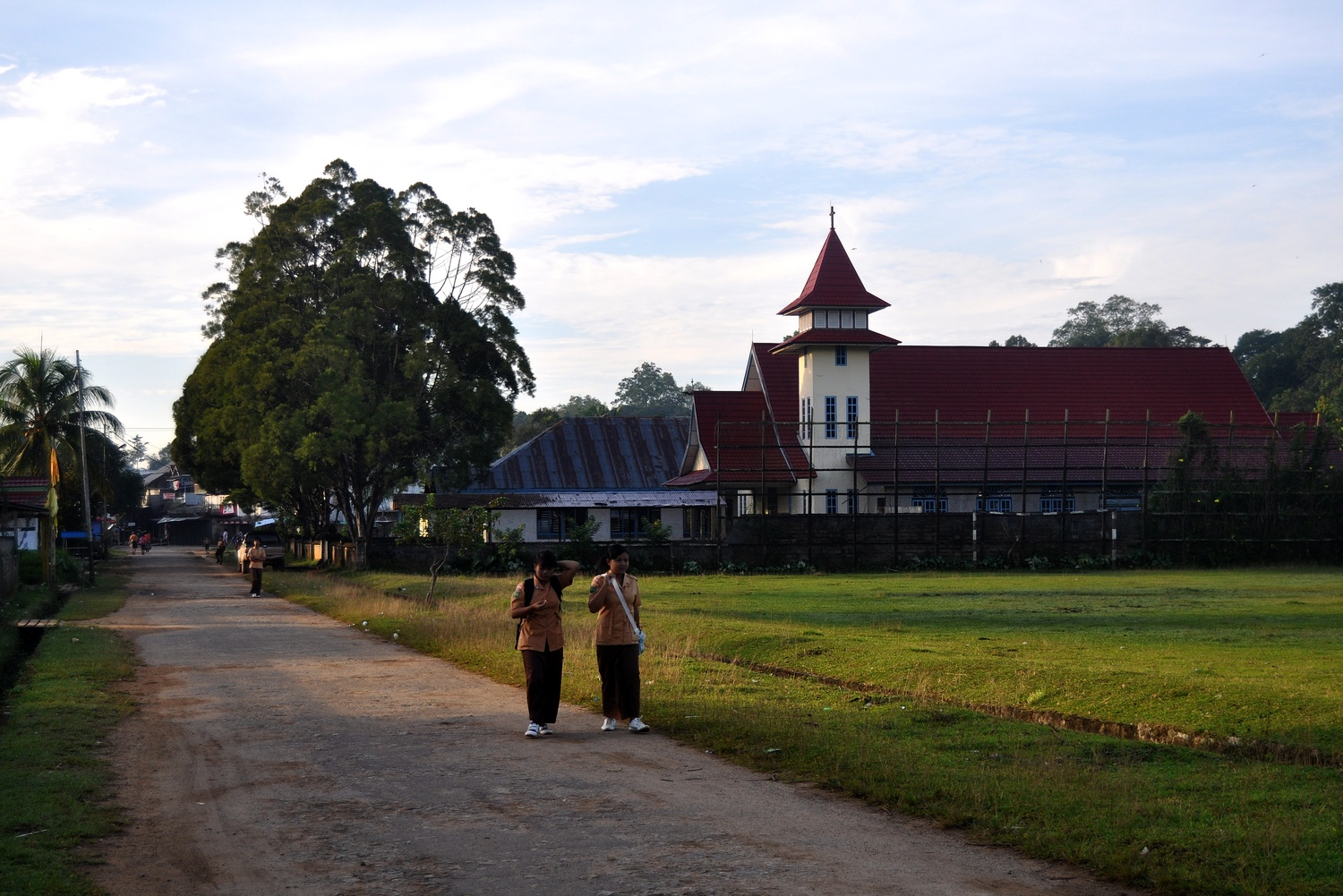
在西加里曼丹省道房縣的一座天主教堂。

梵蒂岡教廷在1847年與荷蘭人達成協定，把加里曼丹當作是個有潛力接受天主教的的地區，前提是天主教傳教士不得在其他傳教士已經活躍的河流沿岸地區涉足。
華人歷來在西加里曼丹省的發展上有重大影響力，這些華人中有些天主教徒是從加里曼丹其他地區遷移而來。當地首座天主教堂於1876年在山口洋市建立，並於1885年將此城市變為負責整個地區的耶穌會神父牧靈中心。1890年在西加里曼丹省的色吉蘭（Sejiram）建立針對達雅族傳播福音的中心，並建造一座教堂。但由於人手不足，山口洋和色吉蘭的傳教站分別於1896年和1898年關閉。
1905年，由方濟嘉布遣會修士負責的傳教團重新在山口洋市建立。在1905年-1913年間，新傳教團的重點是對沿海，華人較多的邦戛，坤甸（此城市為當地最大者，西加里曼丹主教設在此）和三發縣，以及深入內陸的達雅族，由於當時在達雅族中，少有伊斯蘭教進入傳播，天主教希望在此獲得進展之後，回頭再往沿岸地區發展。
天主教把訓練中心建在靠近山口洋的那輪克村，負責教育當地的兒童，以及訓練天主教教師。入學者主要是達雅族，因為居住在西加里曼丹省的華人和印尼其他地區的不同，較不傾向信仰天主教 ，西加里曼丹省在1980年只有3%的華人是天主教徒。
天主教在第二次世界大戰前於印尼的進展緩慢，但隨後則取得某些成功，尤其是在1965年之後，蘇哈托總統執政的新秩序期間，所有印尼人都必須揭示自己所信仰政府認可的宗教。從1950年到2000年間，天主教坤甸總教區的信徒人口佔比從1.1%增長到8.7%，在天主教新當教區的佔比從1.7%增長到20.1%。而現在的天主教桑高教區，天主教人口佔比超過50%，而在天主教吉打邦教區，天主教人口佔比約為20%。東加里曼丹省和南加里曼丹省教區的天主教徒人數遠低於西加里曼丹省教區。

#### 基督教宣道會
基督教宣道會（CAMA）的傳教士在1929年開始在印尼進行傳教活動，包含在東加里曼丹省的古泰。首席傳教士喬治·菲斯克（George Fisk）只要求新皈依者接受耶穌為他們的救主，不像以往需要經歷兩年的學習。1933年，坤甸的天主教傳教團冒險溯卡普阿斯河而上，他們在當地發現已皈依天主教的原住民中已有一些皈依新教。
坤甸的新教傳教團迅速採取行動，在內陸建立教堂，利用飛機從坤甸出發，並成為印尼馬賽希福音教會（Kemah Injil Gereja Masehi Indonesia，或稱Tabernacle Gospel Messianic Indonesian教會）中的一份子。
迄1990年，CAMA教會在東加里曼丹省有98,000名成員，在西加里曼丹省有62,000名成員，在當地成為僅次於天主教會和加里曼丹福音教會（Evangelical Reformed Church in Kalimantan）的第三大基督教教派。

### 巴厘島

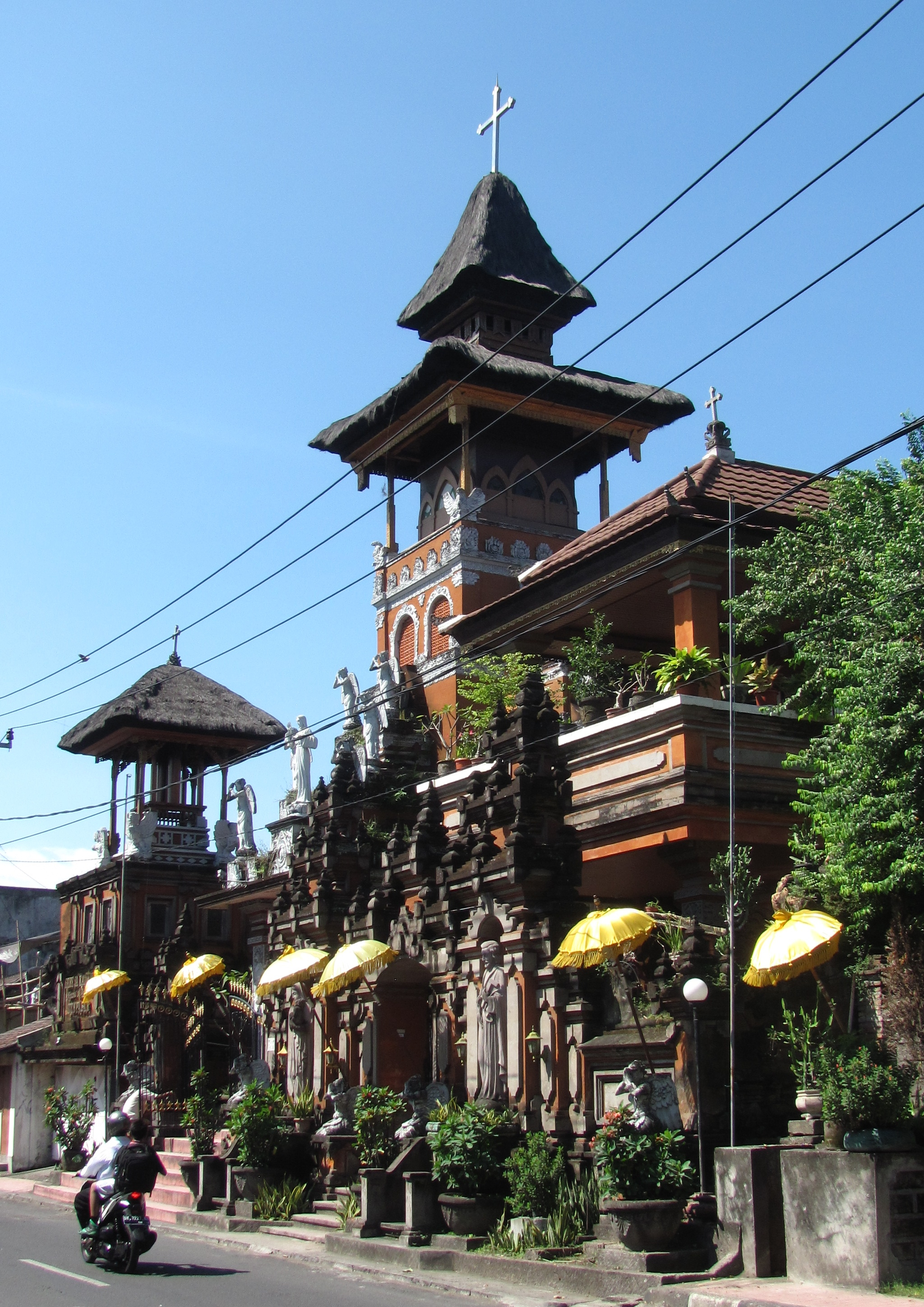
巴厘島上丹帕沙的聖若瑟天主堂。

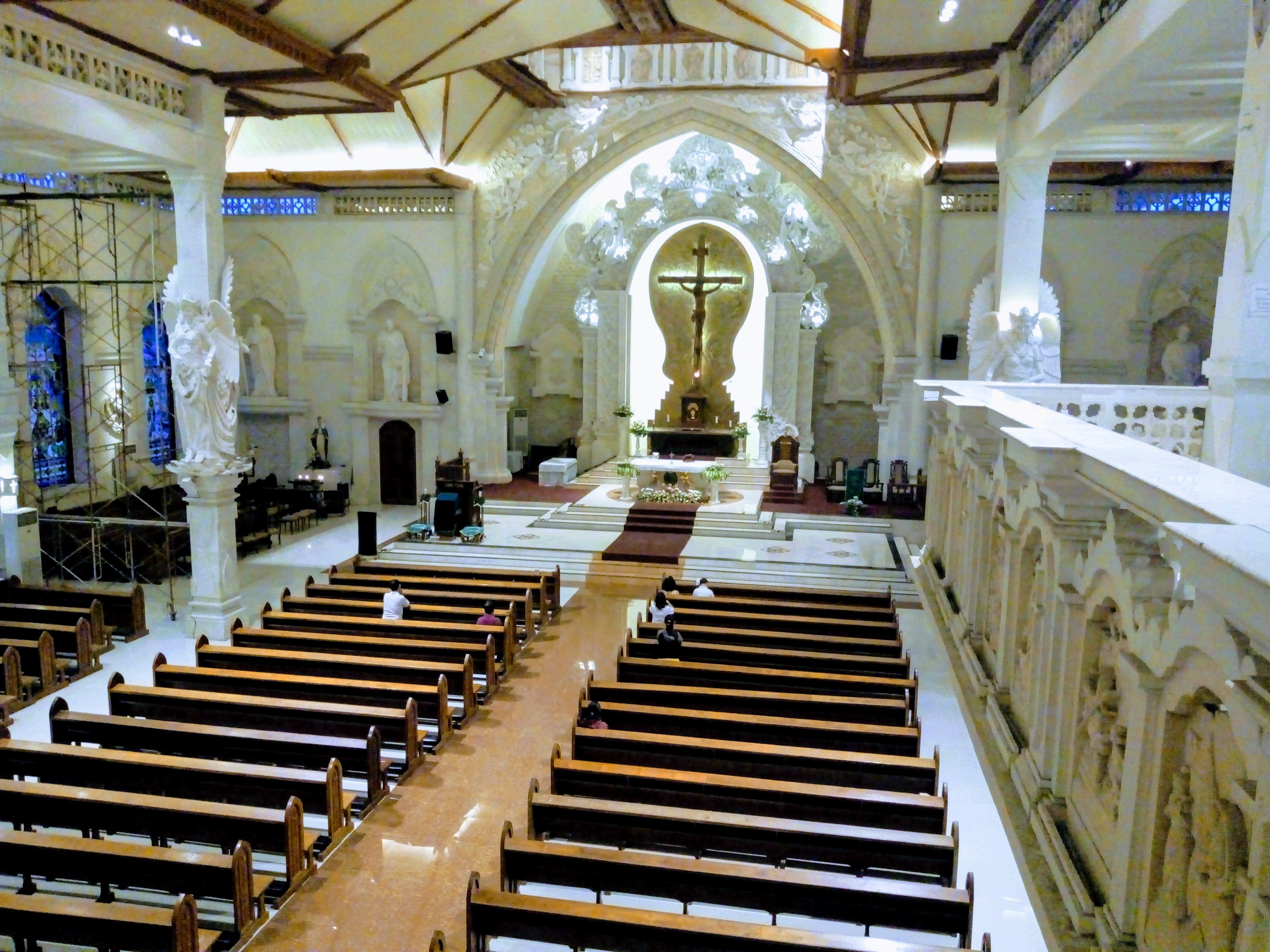
擁有巴厘島風格建築祭壇的丹帕沙聖靈大教堂。

巴厘島與鄰近的爪哇島不同，在伊斯蘭教傳入印尼亞群島後仍保留印度教文化，甚至在吸收不想皈依伊斯蘭教的爪哇印度教信徒後更為壯大。荷蘭殖民者先於1846年在辛賈拉札現身，並在1908年完全征服整個島嶼（參見荷蘭征服巴厘島）。先有荷蘭傳教士協會的三名傳教士在1864年開始在辛賈拉札周圍傳教，但只有一名巴厘島人受洗，而這位受洗者在1881年與教士發生意見分歧，而將其中一名傳教士謀害。
事件之後，荷蘭政府禁止教士進一步傳教，希望避免再次發生此類事件。1930年，CAMA獲得核准，派遣一位說華語的傳教士到巴厘島，以服務當地的華人基督徒。數百名巴厘島當地人決定皈依。巴厘島印度教追隨者對於傳教士倡導把偶像和寺廟視為魔鬼而必須摧毀，予以敵視，改信基督教者擁有的稻田遭到破壞，並被逐出村莊。結果從1933年起，荷蘭殖民地政府再次撤回讓外國傳教士在當地傳教的許可，理由是傳教士並未遵照侷限在華人社區傳教的規定，也向巴厘島本地人傳教。
一名爪哇族傳教士於1933年起在巴厘島工作，荷蘭人在1937年派一名牧師前往丹帕沙的荷蘭“廟”（即教堂），主要是為當地歐洲人服務，同時也為1,000多名當地新教徒服務，一位天主教神父於1935年被派往丹帕沙，在幾年內也獲得數百名當地人皈依。
荷蘭政府為巴厘島人對基督教皈依者的敵意所做的回應，是在1939年在當地建立名為Blimbingsari的村莊（供新教徒使用）。另有名為Palasari的村莊（供天主教徒使用）也於1940年在附近設立。
Blimbingsari村在1948年發展為巴厘島新教教會，稱為Gereja Kristen Protestan Bali（GKPB）。在GKPB的前身，以及本身早期，均遵循荷蘭歸正教會亨德里克·克里莫提倡的神學，把大部分巴厘島文化視為異教和非基督，而予以摒棄，不用當地傳統的甘美朗樂團，而改用歐式銅管樂隊。結果是許多巴厘島新教徒選擇離開巴厘島，這類人在很大程度上被排除在巴厘島人的日常生活之外，以至於巴厘島以外的GKPB成員多於巴厘島上的數目。
1972年，一位在印度教家庭長大的巴厘島本地人I Wayan Mastra ，在爪哇島的一所基督教學校唸書時皈依基督教，後來成為GKPB教會的負責人，他啟動教會巴厘島化的做法。例如原有Blimbingsari教堂是座石木建築，在1976年地震中遭到摧毀，重建時變得更具巴厘島潘哈帕亭樓的風格，花園中有流水、入口為傳統巴厘島式，整體外觀為半開放式。隨後的GKPB所建的教堂也遵循類似模式。在巴厘島的天主教會從一開始就對當地傳統採較開放的態度。
Blimbingsari和Palasari兩個村莊是巴厘島的基督教核心，該島其他地區的基督徒則甚少。

### 東努沙登加拉省

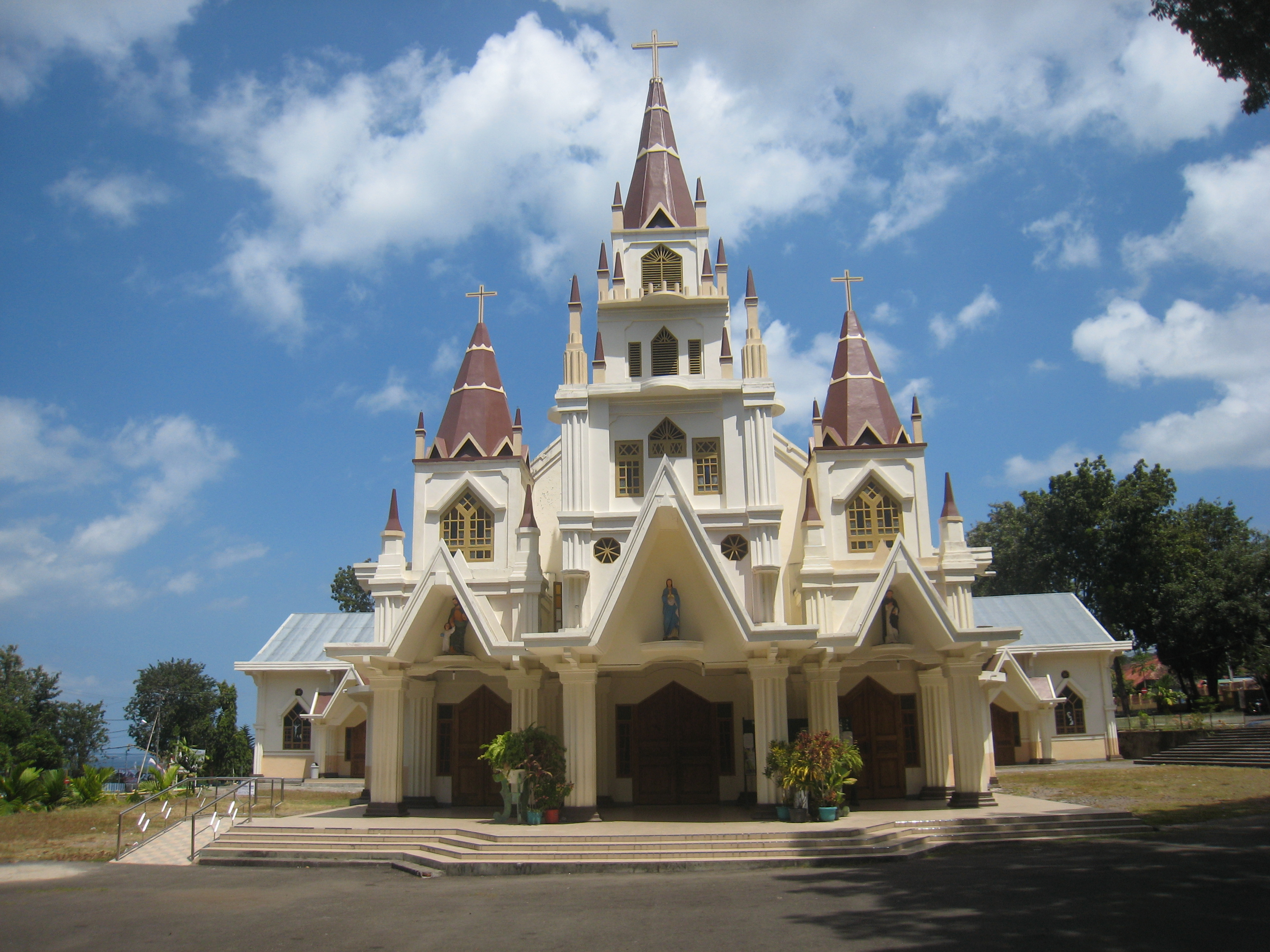
位於弗洛勒斯島拉蘭度卡的大教堂。

葡萄牙商人從馬六甲駕船前往帝汶購買檀木，在他們的貿易任務中，帆船經常因為無風而必須在途中停留，據說在這段時間裡，他們在索洛群島、帝汶和弗洛勒斯島讓許多許多當地人皈依天主教。風聞此事，有三名道明會傳教士受命由馬六甲出發，於1562年抵達弗洛勒斯島，並在當地建立一座教堂。這個傳教團獲得在果阿葡萄牙人的財務支持，而在此地區建立傳教據點。
1598年，兩名原住民頭目遭到葡萄牙人監禁和虐待，導致整個地區發生叛亂，教堂受到損毀，反對葡萄牙人的人之中有許多人是在16世紀初皈依伊斯蘭教者，他們襲擊葡萄牙人和道明會教士。隨後當地天主教的挫折也由荷蘭人所造成，他們是新教徒，也反對天主教。
1617年，天主教在當地設立一個新的傳教團，成功讓天主教傳播，包括從弗洛勒斯島拉蘭度卡發動的小型軍事行動，擺脫信仰伊斯蘭教望加錫的控制。1661年，“黑人”葡萄牙人（葡萄牙人與當地人混血者）對拉蘭度卡的控制以及對帝汶的影響，透過與荷蘭人簽訂休戰協定得以解決。在弗洛勒斯島東部的天主教社區地位因1660年望加錫驅逐當地天主教徒而得到加強。在葡屬帝汶，葡萄牙駐利福傳教團（該傳教團名義上為支持天主教馬六甲教區，因為荷蘭人不准實際教區設在馬六甲）與位於帝汶西部古邦的荷蘭人發生衝突，天主教村莊被視為葡萄牙人，因此是荷蘭人的敵人。在18世紀上半葉，支持“葡萄牙”的派系在西帝汶被荷蘭人徹底擊敗，天主教的發展因此僅限於帝汶的東部。
道明會傳教團活動在18世紀後期衰落，傳教團最後一位服務弗洛勒斯島的神父在1817年去世。許多天主教徒恢復之前的異教信仰，但仍有數千人繼續固守天主教信仰。當時葡萄牙的勢力已大幅衰落，從各殖民地撤出，僅保有帝汶東部，但由於荷蘭與葡萄牙在1850年代簽署的條約，兩國之間曾易手地區的宗教自由獲得保障。因有這項條約，弗洛勒斯群島的天主教在1860年後大為加強。在弗洛勒斯群島西部，由於荷蘭人自1907年起即控制這個地區，而導致天主教得以在群島西部的曼賈來族中傳播。

### 蘇拉威西島

#### 南蘇拉威西省

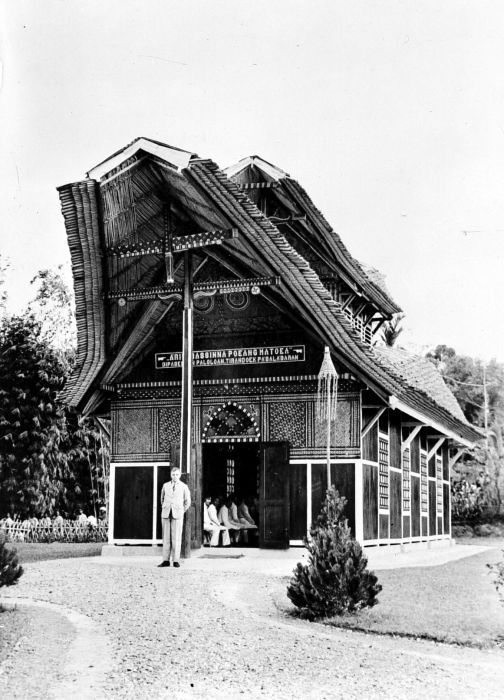
托拉查人的教堂。

南蘇拉威西省望加錫當地領袖在16世紀曾數次表達對基督教的興趣，雖然有人向馬六甲教區請求派遣傳教士，但無結果，推測可能是因為當地缺乏商業（香料）機會的緣故。當地人最初不願接受伊斯蘭教（根據當代葡萄牙觀察者的說法，部分原因是居民基本飲食中包含大量豬肉的緣故），但從1605年起，該地區開始皈依伊斯蘭教，來源是馬來半島南端的柔佛商人，他們是葡萄牙人的商業對手。當葡屬馬六甲淪陷之後，由於望加錫對於天主教信仰寬容，許多天主教徒，包括耶穌會神父逃往當地，但到1660年，荷蘭人佔領蘇拉威西島之後，再度驅逐葡萄牙人，他們再度逃往澳門和弗洛勒斯群島。

#### 北蘇拉威西省
葡萄牙人曾在北蘇拉威西省美娜多為一千多人施洗，葡萄牙人和基督教被視為可與在當地正東緊鄰的德那第蘇丹國對抗的力量。葡萄牙傳教活動在1563年至1570年間仍在當地西北部繼續進行，但隨著德那第蘇丹國蘇丹海潤（ Sultan Hairun）被葡萄牙人謀殺，以及之後蘇丹國反葡萄牙人戰鬥行動，傳教活動因而必須放棄。
位於蘇拉威西島北部正北方，由西班牙控制的桑義赫群島和塔勞群島，天主教受到某種程度的接受，當荷蘭-德那第蘇丹國聯盟在1613年和1615年前來這些島嶼掠奪時，當地人到島嶼北部的菲律賓尋求協助。方濟各會和耶穌會的傳教士因而從馬尼拉來訪。
在17世紀上半葉，耶穌會傳教士在米納哈桑族所在地以及鄰近地區也很活躍，但來自德那第蘇丹國的穆斯林和當地泛靈論信仰者的襲擊，導致傳教士們英年早逝。從1655年到1676年，荷蘭對蘇拉威西北部實施嚴格控制，VOC禁止天主教在當地傳播。由於當年天主教受到嚴厲鎮壓，今日在如摩鹿加群島的安汶，米納哈桑族、桑義赫群島和塔勞群島的人民幾乎完全信奉新教（荷蘭人建立荷蘭新教學校以取代天主教學校），但到20世紀，天主教徒傳教活動又重新開始。

### 摩鹿加群島
雖然葡萄牙人對馬六甲和蘇門答臘島的宗教影響很小，但他們對印尼群島東部的摩鹿加群島產生較大的影響。他們首先登陸安汶，由於當地人分化為“uli-lima”（五個部落組合）和“uli-siwa”（九個部落組合），前者已皈依伊斯蘭教並與爪哇族穆斯林結盟，後者仍保有傳統信仰。葡萄牙人與ulu-siwa結盟，這種與uli-lima抗衡的情況，讓基督教成為一種具有吸引力的選擇。
德那第蘇丹國為對抗當地其他王國，以提供貿易壟斷優惠而換取葡萄牙人的軍事支持。1534年，首個天主教社區在哈馬黑拉島建立，這是哈馬黑拉島民向葡萄牙人尋求協助，免受德那第蘇丹國入侵的結果，葡萄牙人以當地人皈依基督教為條件而同意。
天主教傳教士和耶穌會共同創始人聖方濟·沙勿略在1546年和1547年間曾在德那第、摩洛和安汶短暫工作過，而讓更多的德那第貴族皈依天主教。聖方濟·沙勿略寫道，當地大部分人口都是異教徒，且憎恨穆斯林，抵制皈依。他呼籲拯救摩鹿加群島的靈魂，耶穌會士努諾·里貝羅 (Nuno Ribeiro) 於1547年抵達，據說他在1549年遭到謀害之前已讓500名當地人皈依。
蘇丹海潤拒絕皈依基督教，把自己當作伊斯蘭教信仰的捍衛者，當他在公元1570年被一名葡萄牙上尉謀害時，他的兒子巴布拉即位，把葡萄牙人驅逐出摩鹿加，並對葡萄牙人和他們在當地的基督教盟友發動戰爭。到1573年，耶穌會傳教活動幾乎完全停止，基督徒或被殺，或被迫改宗伊斯蘭教。天主教信仰只在安汶的耶穌會堡壘及其周圍倖存。即使在安汶，由於環境危殆，牧師短缺，許多當地人不了解基督教教義，很容易返回信仰伊斯蘭教或是傳統信仰。
荷蘭人與當地穆斯林結盟聯合共同對付葡萄牙人，葡萄牙人基本上無力應付，於1605年失去安汶堡壘。荷蘭人把耶穌會士和葡萄牙人驅逐，將天主教堂改為新教所用，建立許多新教學校，教導老師主持主日禮拜。穆斯林和基督徒在安汶有明確的區分，但在斯蘭島和布魯島，仍發生讓“異教徒”皈依基督教的傳教活動，VOC的政策是不鼓勵穆斯林皈依新教，但也遏制伊斯蘭教的傳播。新的基督徒被禁止繼續從事傳統原住民信仰，偶像遭到搗毀。

### 巴布亞

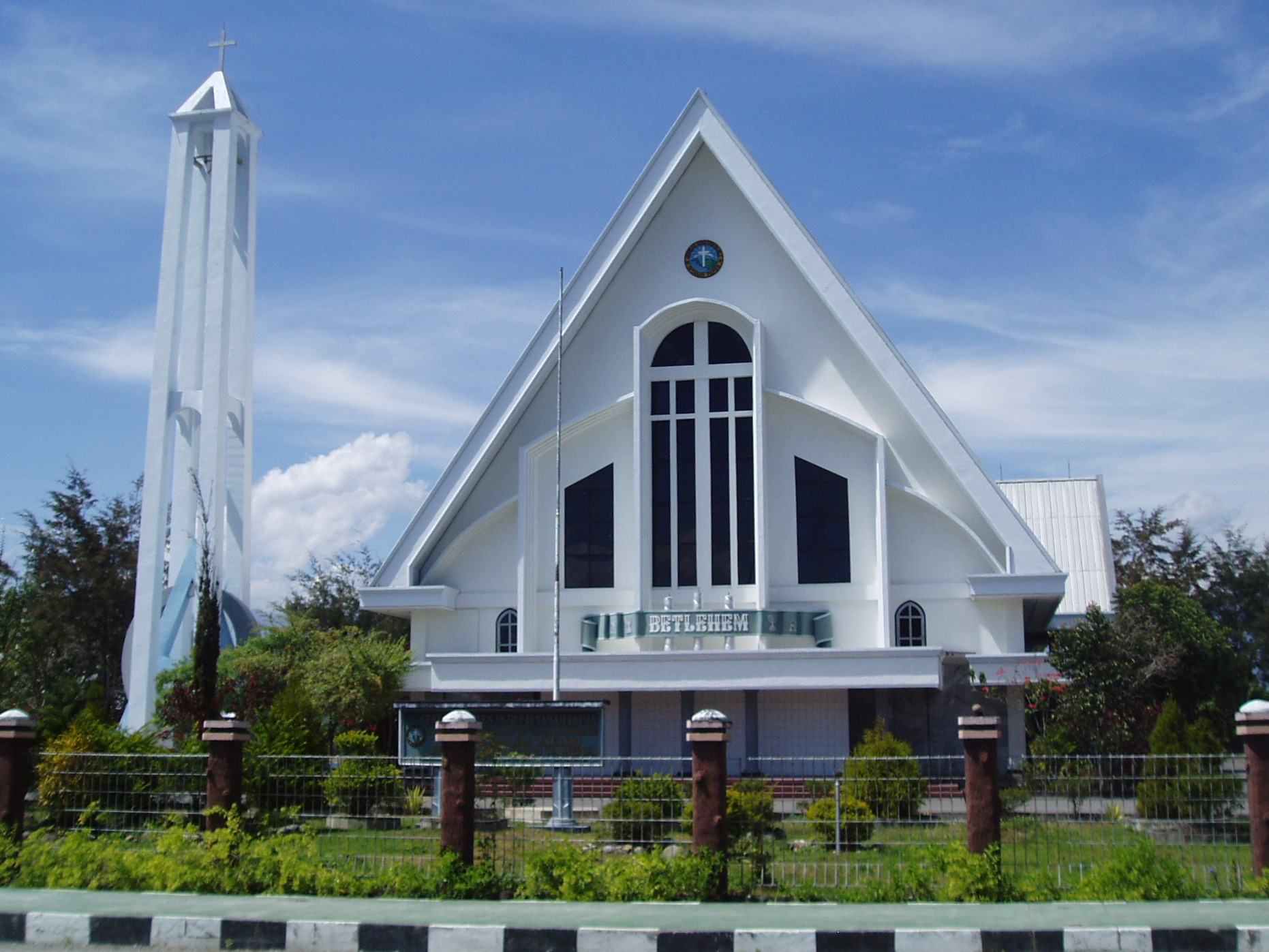
在巴布亞省瓦梅納的伯利恆教堂。

巴布亞與印尼其他地區不同，史上從未接觸過穆斯林傳教士，他們在1855年首次接觸到基督教傳教士。由於宗教競爭少，傳教工作相對成功。新教傳教士Carl Ottow和Johann Geisler經荷蘭傳教士Ottho Gerhard Heldring的倡議，於1855年2月5日在曼諾瓦里附近的曼西納姆島進入巴布亞，據說他們登陸時，在海灘上跪下，聲稱巴布亞是屬於基督的土地。自2001年起，每年的2月5日一直是巴布亞人的公共假期，以紀念當年的此次事件。
Ottow和Geisler學習原住民比亞克語 ，隨後獲得荷蘭殖民政府的每月津貼。他們提出一項計劃，雇用爪哇族基督徒開辦菸草種植園以訓練當地人，荷蘭政府提供5,000荷蘭盾經費，並派遣兩名爪哇族基督徒菸農前往。荷蘭政府把傳教活動視為一種成本低廉的殖民手段，而傳教士本身則從這類菸草買賣中獲利。荷蘭傳教士協會於1863年加入傳教活動。
荷蘭傳教士協會建立以基督教為基礎的教育系統以及規律的禮拜服務。最初傳教士提供檳榔和菸草以鼓勵當地人出席，但後來停止這種做法。此外，教堂買下奴隸並當作繼子般撫養，然後被釋放為自由人。到1880年，只有20名巴布亞人受洗，其中包括獲釋的奴隸。
荷蘭政府於1898年在荷屬新幾內亞設立官方機構，而受到傳教士的歡迎，他們認為注重秩序的荷蘭統治是克服巴布亞異教的重要手段。隨後傳教活動取得更大的進展，1907年在極樂鳥灣附近進行大規模皈依，並在1920年代後期由名為Pamai的巴布亞人向當地紳塔尼族（Sentani） 傳播福音。由於發生在1929年到1939年的經濟大蕭條，傳教團遭遇資金短缺問題，轉而由本土傳教士取代，他們具有的優勢是熟悉當地語言，但缺點是訓練不足。傳教活動在1930年代擴展到約斯蘇達索灣，到1934年，荷蘭傳教士協會已擁有超過50,000名信徒，其中90%在巴布亞省北方，其餘在巴布亞省西部。到1942年，這個教會已擴大為具有300個聚會所，擁有300所學校。
耶穌會教士首先於1894年到巴布亞的法克法克傳教。1902年，荷蘭新巴布亞代牧區成立。雖然天主教最早在法克法克活動，但荷蘭殖民政府把天主教傳教限制在巴布亞的南部，他們在那裡努力傳教，尤其是在馬老奇一帶。傳教團致力改變馬林族的濫交和獵頭習俗。當1918年流感大流行導致當地人五分之一死亡之後，荷蘭政府同意根據歐洲衛生條件建立模範村。
天主教在1925年申請重新在在法克法克進行傳教工作，在1927年獲得許可。而導致天主教徒與巴布亞省北方的新教徒發生衝突，後者建議到[[南巴布亞省|South Papua}}擴大傳教活動以為報復。天主教徒和新教徒也開始爭奪高地巴布亞省的傳教領域。
第二次世界大戰後，巴布亞仍由荷蘭政府控制（荷屬新幾內亞），但在1963年成為印尼國土。印尼政府對當地的“荷蘭”元素（包括教會學校以及傳教團）抱持懷疑態度，而立即展開印尼化的工作。透過國內移民計畫遷移大量穆斯林移民到巴布亞，印尼政府為移民提供土地和住房。由於宗教差異，以及當地人與信仰伊斯蘭教的印尼軍隊和政府行政人員間的文化差異而加劇衝突，導致數千名巴布亞人被安全部隊殺害。 根據國際原住民事務工作團（簡稱IWGIA） 等人權組織估計，遭到殺害的巴布亞人超過100,000人。

### 19世紀

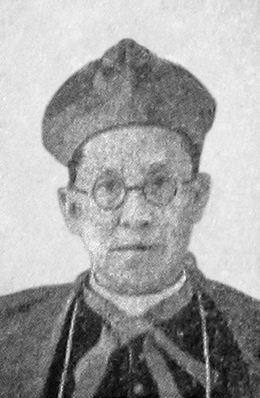
阿爾伯特·蘇幾賈帕納塔早年由伊斯蘭教皈依天主教, 是首位擔任主教的印尼原住民，他以“100%天主教徒，100%印尼人”的擁護印尼民族覺醒立場而廣為人知，身後被追封為印尼民族英雄

在VOC破產瓦解，並被英國人擊敗後，印尼群島最終於1815年回歸荷蘭統治。荷蘭已於此時確立政教分離政策。新教不得壟斷印尼的基督教信仰，天主教雅加達總教區於1826年建立。
截至1800年，在北蘇拉威西省、摩鹿加省中部和帝汶估計有40,000名原住民新教徒，以及在弗洛勒斯群島東部和周圍島嶼約有11,000名天主教徒。在當時總人口700萬中，基督徒的佔比僅為0.7%，而穆斯林的佔比約為85%。因此可看出在過去兩個世紀，群島中穆斯林的比例基本維持不變，但基督徒人口成長相對迅速，在很大程度上要歸功於19世紀傳教團的努力。

### 20世紀
在1941年，印尼的6,000萬人口中，有170萬新教徒和60萬天主教徒。
根據世界基督教百科全書，在1965年至1985年間，約有250萬印尼人從伊斯蘭教改宗基督教。然而，這些統計數據受到質疑，而應就實際內容來研究。在1960年代，由於印尼立法實施反共和反儒家，許多印尼共產黨和華人自我認定為基督徒。後來，當政府不再承認印尼孔教為認可的宗教時，許多這類印尼華人也自我認定為基督徒。
根據印尼宗教事務部的數據，迄2014年，印尼有69,703座基督教教堂。在2006年頒布的修訂建立宗教禮拜場所部長聯合命令提供給伊斯蘭教團體機會，可強制關閉未有許可證的教堂，或是以收取保護費的方式允許繼續使用，縱然有些教堂在命令頒布之前即已存在，亦無法避免。印尼政府也未能確實執行最高法院允許因為宗教爭端而遭關閉的爪哇教堂重新開放的決定。

## 對基督徒的暴力和歧視

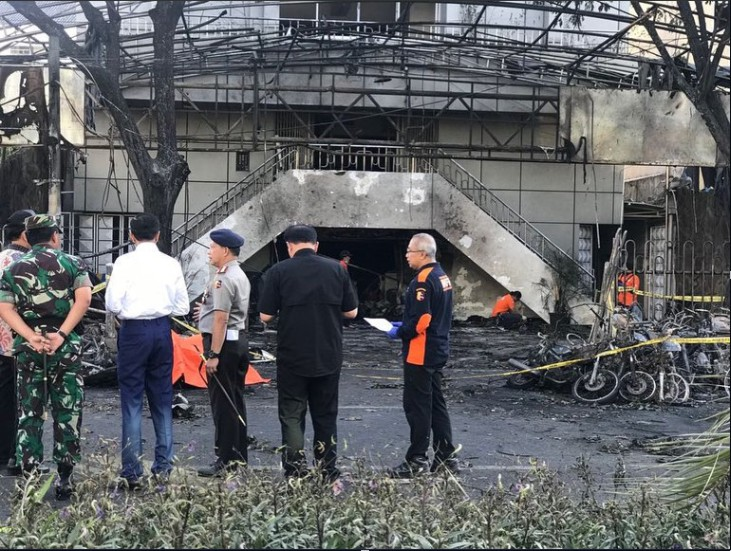
在2018年泗水連環爆炸案發生後，總統佐科·維多多由印尼國家警察署及印尼國民軍官員陪同到現場巡視。

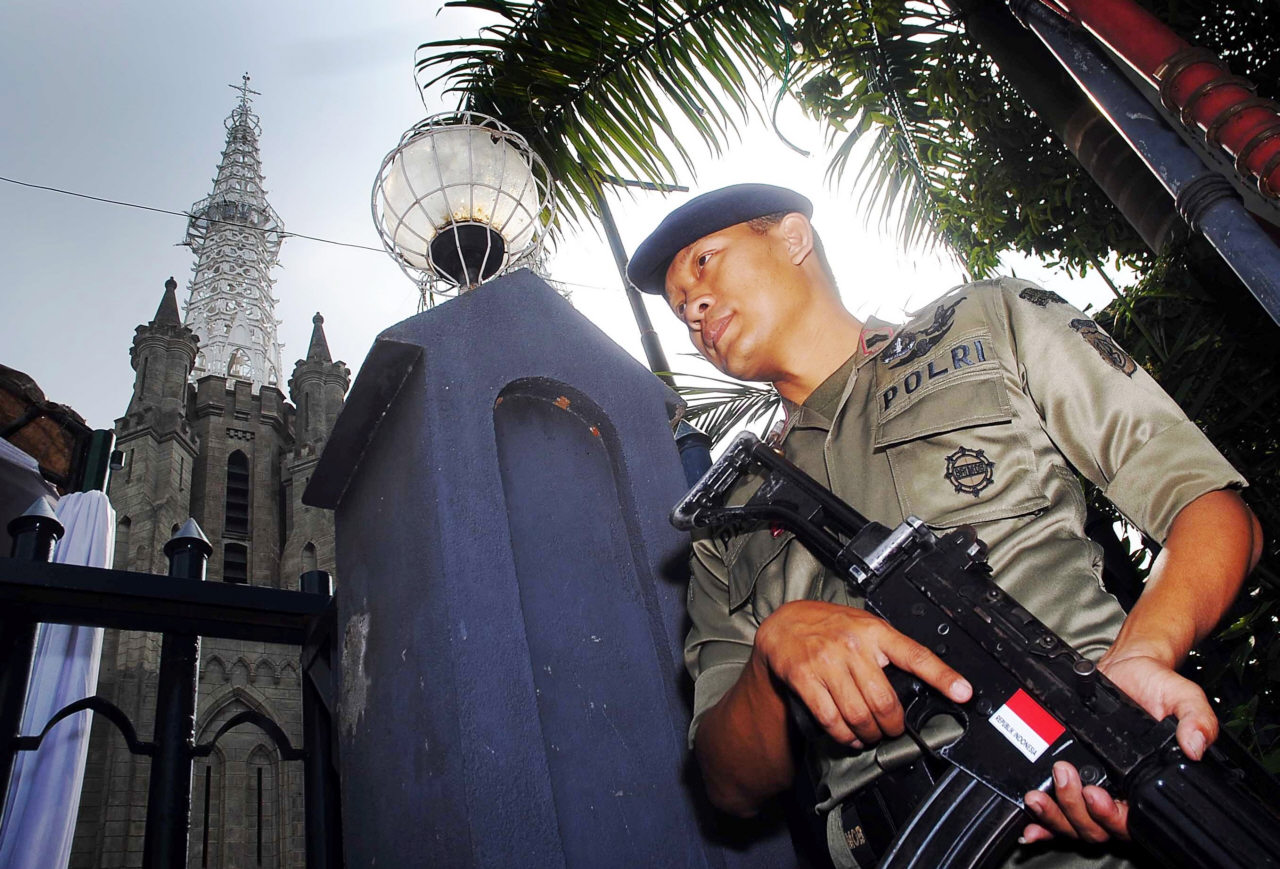
在雅加達聖母升天主教座堂舉行聖誕節慶祝活動時，一位荷槍的機動戰鬥部隊隊員在大門外站崗。

1999-2002年在摩鹿加群島發生的穆斯林-基督徒衝突（參見摩鹿加宗教衝突）期間，發生針對基督徒強迫割禮和強迫皈依事件，以及對遍佈印尼的教堂教發動襲擊。印尼軍隊，尤其是特種部隊，被指控協助穆斯林的襲擊，官方在這些攻擊事件中缺乏因應手段，而執法力量全被用來對付那些進行報復的基督徒。2006年，三名蘇拉威西天主教公民被判刑處決，進一步引發人們擔心印尼政府偏袒穆斯林，而只懲罰佔少數的基督徒。
即使在摩鹿加全島衝突平息之後，基督徒仍然是伊斯蘭捍衛者陣線 (FPI) 等激進穆斯林組織發動的輕微，但經常性襲擊的對象。2005年，印尼全國對蘇拉威西島穆斯林極端分子對三名基督教女學生的斬首事件感到震撼。
2011年2月8日，一項審判的旁觀者襲擊被告、檢察官和法官，穆斯林暴徒嚴重破壞位於中爪哇省天芒宮縣的新教和天主教教堂、學校和其他財產，以抗議檢察官只要求法庭判處被告Antonius Bawengan涉嫌通過散發傳單褻瀆伊斯蘭教而僅被判處五年監禁（已達法律規定的最高刑罰）。據稱一名當地穆斯林神職人員要求把被告處以死刑。而法官立即判定五年的監禁刑期。據報導稱當地穆斯林居民曾保護一名天主教神父，並試圖把財產損害降至最低程度。當地的穆斯林神職人員後來因煽動天芒宮縣暴亂而被判處一年徒刑。天芒宮事件發生前兩天，有1,500名遜尼派穆斯林襲擊萬丹Cikeusik區的阿赫邁底亞穆斯林，並殺害三人。
另一方面，也同樣在2011年2月，一名當地FPI領導人和追隨者個被判處5.5個月的刑期，原因是這個組織的成員使用木板攻擊一名巴塔克基督教新教教會（HKBP）牧師的頭部，以及刺傷一名長者信徒。這項襲擊發生在西爪哇省勿加泗，與當地穆斯林反對教堂興建有關。雖然當地人權活動人士對輕判的刑期表示失望，但並未發生騷亂。早些時候（2010年），有數百名FPI成員在勿加泗的HKBP教堂禮拜期間襲擊禮拜會眾，毆打多名婦女。當時雖有警察在現場，但幾乎未對會眾提供保護。 
在2011年8月齋戒月初期，一群穆斯林襲擊並燒毀關丹縣（Kuantan）、聖金吉和廖內省的三座教堂。警方沒提供發生焚燒的理由，稱他們必須維持齋戒月期間的和平。
一項2002年在雅加達進行的調查指出，有80%的受訪者希望把伊斯蘭教以外的信仰視為非法，73%的受訪者希望將非穆斯林排除在公立學校的教學工作，42%的受訪者不希望在他們居住地建造教堂。非穆斯林宗教組織特別關注的是在2006年頒布的修訂建立宗教禮拜場所部長聯合命令（由宗教事務部和內政部聯合簽署）要求宗教團體在建造禮拜堂之前，必須獲得鄰近至少60個家庭的同意。這項法令經常被用來阻止非穆斯林禮拜場所的建設，並被激進的穆斯林組織引用以攻擊非穆斯林。
2017年5月9日，信仰基督教的雅加達省長鍾萬學（Basuki Tjahaja Purnama），因褻瀆罪而被雅加達北區法院判處兩年徒刑。
2018年5月13日，三座在泗水的教堂受到自殺炸彈攻擊。
2020年11月28日，大約10名據信來自東印尼真主戰士的成員，在中蘇拉威西省殺害四名基督徒，並燒毀一處救世軍據點和基督徒家園。三名受害者遭到割喉，另一名受害者被斬首。另一方面，印度尼西亞國家警察否認這些襲擊是出於宗教動機，但警方誓言要追捕肇事者。

### 宗教流散僑民
一些印尼基督徒為逃離迫害，而流散到如美國等海外國家，在當地形成有相當人數的僑民社區。 

## 基督教人口增長
- 印尼是世上最大由伊斯蘭教徒皈依為基督教徒的所在地；根據各種消息來源，印尼自1960年代中後期起，有200萬至250萬穆斯林皈依基督教。[80][81][82][83][84][85]
- 根據世界基督教百科全書，在1965年至1985年間，約有250萬印尼人從伊斯蘭教皈依基督教。[55]
- 根據一篇在2015年刊出的研究報告：“《來自穆斯林背景的基督信徒：全球人口調查（Believers in Christ from a Muslim Background: A Global Census study）》”，在1960年至2015年期間，約有650萬印尼穆斯林皈依基督教。[86]
- 一些報導還顯示，許多印尼華人皈依基督教。[87][88][89][90][91]人口統計學家阿里斯·阿南塔在2008年報導說，“軼事證據顯示，有越來越多信奉佛教的華人隨著教育水準的提高，而變為基督徒”。[16]根據澳大利亞國立大學的學者Gavin W. Jones[92]的說法，印尼“華人基督徒的數量迅速增長”，“在1960年代印尼華人皈依基督教的速率加快，特別是在東爪哇，華人在印尼天主教徒中的比例從1957年的2%，上升到1969年的6%”。[93]